# Ban Chấp hành Trung ương Đảng Cộng sản Liên Xô khóa XVIII
Ban Chấp hành Trung ương Đảng Cộng sản toàn Liên bang (b) khóa XVIII (tiếng Nga: XVIII Центральный комитет Всесоюзная коммунистическая партия (большевиков)) do Đại hội lần thứ XVIII Đảng Cộng sản toàn Liên bang (b) tổ chức tại Moskva từ ngày 10/3-21/3/1939 bầu ra.

## Lịch sử
Đại hội diễn ra ngay sau Đại Thanh trừng. Các ủy viên Trung ương Đảng khóa mới được coi là những Đảng viên "trong sạch".
Đại hội có 1965 đại biểu tham dự, trong đó: 1570 đại biểu chính thức, 395 đại biểu dự khuyết. Trung ương Đảng khóa mới được bầu gồm 71 ủy viên chính thức và 68 ủy viên dự khuyết.
Ban Chấp hành Trung ương khóa XVIII với nhiệm kỳ dự kiến đến năm 1944, nhưng do tình hình chung của thế giới căng thẳng, Thế chiến 2 lan rộng, nên việc kéo dài nhiệm kỳ của Trung ương Đảng đã được tính tới.
Từ ngày 15-20/2/1941, tại Moskva, Hội nghị Đại biểu Toàn quốc lần thứ XVIII Đảng Cộng sản toàn Liên bang được tổ chức. Hội nghị gồm 594 đại biểu gồm 456 đại biểu chính thức, 138 đại biểu dự khuyết.
Hội nghị đã bầu lại các chức danh Ủy viên Trung ương, ủy viên dự khuyết Trung ương và ủy viên Ủy ban Kiểm toán Trung ương.

## Các Hội nghị Trung ương Đảng
Trung ương Đảng không phải là một tổ chức thường trực. Trung ương Đảng triệu tập được bốn hội nghị toàn thể giữa Đại hội XVIII và Hội nghị toàn thể lần thứ XVIII của Đảng; sau Hội nghị Đại biểu Toàn quốc lần thứ XVIII, Trung ương Đảng đã tổ chức được sâu phiên họp toàn thể cho đến khi tổ chức Đại hội Đảng khóa mới.
Khi Trung ương Đảng không tổ chức phiên họp, quyền hạn ra quyết định được chuyển đến các cơ quan nội bộ của chính Trung ương Đảng; các Bộ Chính trị, Ban Bí thư và Orgburo.
| Hội nghị lần thứ                          | Bắt đầu-Kết thúc      | Thời gian | Tóm lược |
| ----------------------------------------- | --------------------- | --------- | --- |
| Đại hội Đảng lần thứ XVIII                |                       |           | |
| 1                                         | 22/3/1939             | 1 ngày    | Hội nghị bầu Bộ Chính trị, Ban Bí thư, Orgburo. Bộ chính trị gồm 9 ủy viên chính thức, 2 ủy viên dự khuyết; Ban bí thư gồm 4 ủy viên; Orgburo gồm 9 ủy viên chính thức                    |
| 2                                         | 21-24, 27/5/1939      | 5 ngày    | Stalin phát biểu báo cáo về các vấn đề phát triển trang trại tập thể. Hội nghị Trung ương thông qua các biện pháp để bảo vệ đất công của các trang trại tập thể để tránh khỏi bị lãng phí |
| 3                                         | 26-28/3/1940          | 3 ngày    | Hội nghị thông qua nghị quyết về những thay đổi trong chính sách thu mua và sản xuất nông sản                                                                                             |
| 4                                         | 29-31/7/1940          | 3 ngày    | Hội nghị thông qua nghị quyết về Thu hoạch và thu mua các sản phẩm nông nghiệp |
| Hội nghị Đại biểu Toàn quốc lần thứ XVIII |                       |           | |
| 1                                         | 21/2/1941             | 1 ngày    | Hội nghị bầu Bộ Chính trị, Ban Bí thư, Orgburo. Bộ chính trị gồm 9 ủy viên chính thức, 5 ủy viên dự khuyết; Ban bí thư gồm 4 ủy viên; Orgburo gồm 9 ủy viên chính thức                    |
| 2                                         | 5/5/1941              | 1 ngày    | Hội nghị nghe báo cáo ngoại giao và công tác tổ chức cán bộ |
| 3                                         | 27/1/1944             | 1 ngày    | Hội nghị nghe báo cáo về việc ra tăng quyền lực các nước Cộng hòa Liên bang |
| 4                                         | 11, 14, 18/3/1946     | 3 ngày    | Hội nghị thông qua nghị quyết về việc đào tạo và bồi dưỡng cán bộ lãnh đạo của Đảng và công nhân Liên Xô                                                                                  |
| 5                                         | 21, 22, 24, 26/2/1947 | 4 ngày    | Hội nghị thông qua nghị quyết về các biện pháp cải thiện nông nghiệp trong thời kỳ sau chiến tranh                                                                                        |
| 6                                         | 15/8/1952             | 1 ngày    | Hội nghị thông qua việc tổ chức Đại hội Đảng lần thứ XIX |

## Các ban Đảng Trung ương
| Các Ban Đảng Trung ương                                            | Chức vụ         | Lãnh đạo               | Kiêm nhiệm                                            | Nhiệm kỳ        | Ghi chú                                                                                             |
| ------------------------------------------------------------------ | --------------- | ---------------------- | ----------------------------------------------------- | --------------- | --------------------------------------------------------------------------------------------------- |
| Ban Nông nghiệp Trung ương Đảng                                    | Trưởng ban      | Andrey Andreyev        | Ủy viên Bộ Chính trị Bí thư Trung ương Đảng           | 3/1939-4/1946   | Sát nhập vào Ủy ban Nhân sự Trung ương Đảng                                                         |
| Ban Nông nghiệp Trung ương Đảng                                    | Trưởng ban      | Aleksey Kozlov         |                                                       | 7/1948-10/1952  | Tách từ Ủy ban Nhân sự Trung ương Đảng                                                              |
| Ủy ban Nhân sự Trung ương Đảng                                     | Chủ nhiệm       | Georgy Malenkov        | Ủy viên dự khuyết Bộ Chính trị Bí thư Trung ương Đảng | 3/1939-4/1946   | Ủy viên dự khuyết Bộ Chính trị từ 2/1941                                                            |
| Ủy ban Nhân sự Trung ương Đảng                                     | Chủ nhiệm       | Alexey Kuznetsov       | Bí thư Trung ương Đảng                                | 4/1946-7/1948   | Ủy ban bị giải thể                                                                                  |
| Ban Hướng dẫn Tổ chức Trung ương Đảng                              | Trưởng ban      | Mikhail Shamberg       |                                                       | 3/1942-4/1946   | |
| Ban Hướng dẫn Tổ chức Trung ương Đảng                              | Trưởng ban      | Nikolay Patolichev     | Ủy viên Trung ương Đảng                               | 4/1946-8/1946   | Sát nhập vào Ủy ban Kiểm tra Cơ quan Đảng Trung ương Đảng                                           |
| Ủy ban Kiểm tra Cơ quan Đảng Trung ương Đảng                       | Chủ nhiệm       | Nikolay Patolichev     | Ủy viên Trung ương Đảng                               | 8/1946-2/1947   | |
| Ủy ban Kiểm tra Cơ quan Đảng Trung ương Đảng                       | Chủ nhiệm       | Mikhail Suslov         | Ủy viên Trung ương Đảng                               | 2/1947-9/1947   | |
| Ủy ban Kiểm tra Cơ quan Đảng Trung ương Đảng                       | Chủ nhiệm       | Vasily Andrianov       | Ủy viên Trung ương Đảng                               | 9/1947-7/1948   | Quyền Chủ nhiệm. Ủy ban sát nhập vào Ban Cơ quan Đảng, Công đoàn và Đoàn Thanh niên Trung ương Đảng |
| Ban Cơ quan Đảng, Công đoàn và Đoàn Thanh niên Trung ương Đảng     | Trưởng ban      | Boris Chernousov       | Ủy viên dự khuyết Trung ương Đảng                     | 7/1948-3/1949   | |
| Ban Cơ quan Đảng, Công đoàn và Đoàn Thanh niên Trung ương Đảng     | Trưởng ban      | Evgeny Gromov          |                                                       | 3/1949-6/1950   | Quyền trưởng ban                                                                                    |
| Ban Cơ quan Đảng, Công đoàn và Đoàn Thanh niên Trung ương Đảng     | Trưởng ban      | Grigory Gromov         | Ủy viên dự khuyết Trung ương Đảng                     | 6/1950-12/1950  | |
| Ban Cơ quan Đảng, Công đoàn và Đoàn Thanh niên Trung ương Đảng     | Trưởng ban      | Semyon Ignatiev        | Ủy viên Ủy ban Kiểm toán Trung ương Đảng              | 12/1950-2/1952  | |
| Ban Cơ quan Đảng, Công đoàn và Đoàn Thanh niên Trung ương Đảng     | Trưởng ban      | Nikolai Pegov          | Ủy viên Trung ương Đảng                               | 2/1952-10/1952  | |
| Văn phòng Công tác Trung ương Đảng                                 | Chánh văn phòng | Dmitry Krupin          |                                                       | 3/1939-10/1950  | |
| Ban Đặc biệt Trung ương Đảng                                       | Trưởng ban      | Alexander Poskrebyshev | Ủy viên Trung ương Đảng                               | 3/1939-10/1950  | |
| Ủy ban Tuyên giáo và Cổ động Trung ương Đảng                       | Chủ nhiệm       | Andrei Zhdanov         | Ủy viên Bộ Chính trị Bí thư Trung ương Đảng           | 3/1939-9/1940   | |
| Ủy ban Tuyên giáo và Cổ động Trung ương Đảng                       | Chủ nhiệm       | Georgy Aleksandrov     | Ủy viên dự khuyết Trung ương Đảng                     | 9/1940-6/1947   | |
| Ủy ban Tuyên giáo và Cổ động Trung ương Đảng                       | Chủ nhiệm       | Mikhail Suslov         | Bí thư Trung ương Đảng                                | 6/1947-7/1948   | Ủy ban đổi thành Ban Tuyên giáo và Cổ động Trung ương Đảng                                          |
| Ban Tuyên giáo và Cổ động Trung ương Đảng                          | Trưởng ban      | Dmitry Shepilov        |                                                       | 7/1948-7/1949   | |
| Ban Tuyên giáo và Cổ động Trung ương Đảng                          | Trưởng ban      | Mikhail Suslov         | Bí thư Trung ương Đảng                                | 7/1949-10/1952  | |
| Ban Chính sách Quốc tế Trung ương Đảng                             | Trưởng ban      | Georgi Dimitrov        |                                                       | 12/1943-12/1945 | Ban thành lập mới. Đổi tên thành Ban Chính sách Đối ngoại Trung ương Đảng                           |
| Ban Chính sách Đối ngoại Trung ương Đảng                           | Trưởng ban      | Mikhail Suslov         | Bí thư Trung ương Đảng                                | 4/1946-7/1948   | Đổi tên thành Ban Quan hệ Đối ngoại Trung ương Đảng                                                 |
| Ban Quan hệ Đối ngoại Trung ương Đảng                              | Trưởng ban      | Mikhail Suslov         | Bí thư Trung ương Đảng                                | 7/1948-3/1949   | Đổi tên thành Ủy ban Chính sách Đối ngoại Trung ương Đảng                                           |
| Ủy ban Chính sách Đối ngoại Trung ương Đảng                        | Chủ nhiệm       | Vagan Grigorian        |                                                       | 3/1949-10/1952  | |
| Ban Công nghiệp nhẹ Trung ương Đảng                                | Trưởng ban      | Nikolai Pegov          | Ủy viên Trung ương Đảng                               | 7/1948-10/1952  | Ban thành lập mới                                                                                   |
| Ban Cơ khí kỹ thuật Trung ương Đảng                                | Trưởng ban      | Viktor Churaev         |                                                       | 7/1948-12/1948  | Ban thành lập mới                                                                                   |
| Ban Cơ khí kỹ thuật Trung ương Đảng                                | Trưởng ban      | Ivan Serbin            |                                                       | 6/1950-3/1952   | Quyền trưởng ban 12/1948-6/1950                                                                     |
| Ban Cơ khí kỹ thuật Trung ương Đảng                                | Trưởng ban      | Vasily Puzanov         |                                                       | 3/1952-10/1952  | |
| Ban Công nghiệp nặng Trung ương Đảng                               | Trưởng ban      | Simon Zadionchenko     | Ủy viên Trung ương Đảng                               | 7/1948-12/1948  | Ban thành lập mới                                                                                   |
| Ban Công nghiệp nặng Trung ương Đảng                               | Trưởng ban      | Vasily Alekseev        |                                                       | 5/1950-10/1952  | Quyền trưởng ban 12/1948-5/1950                                                                     |
| Ban Giao thông vận tải Trung ương Đảng                             | Trưởng ban      | Gavriil Chumachenko    |                                                       | 7/1948-8/1951   | Ban thành lập mới                                                                                   |
| Ban Giao thông vận tải Trung ương Đảng                             | Trưởng ban      | Afanasy Dedov          |                                                       | 8/1951-10/1952  | |
| Ban Hành chính Trung ương Đảng                                     | Trưởng ban      | Yevgeny Andreyev       |                                                       | 7/1948-3/1949   | Ban thành lập mới Trung ương Đảng                                                                   |
| Ban Hành chính Trung ương Đảng                                     | Trưởng ban      | Vasily Makarov         |                                                       | 6/1950-12/1950  | Quyền trưởng ban từ 3/1949-6/1950                                                                   |
| Ban Hành chính Trung ương Đảng                                     | Trưởng ban      | Grigory Gromov         | Ủy viên dự khuyết Trung ương Đảng                     | 12/1950-10/1952 | |
| Ban Kế hoạch, Tài chính và Thương mại Trung ương Đảng              | Trưởng ban      | Sergey Sazonov         |                                                       | 10/1948-5/1950  | Ban thành lập mới                                                                                   |
| Ban Kế hoạch, Tài chính và Thương mại Trung ương Đảng              | Trưởng ban      | Nikolai Shatalin       | Ủy viên Ủy ban Kiểm toán Trung ương Đảng              | 5/1950-10/1952  | |
| Ban Nhân sự các tổ chức Ngoại giao và Ngoại thương Trung ương Đảng | Trưởng ban      | Fyodor Baranenkov      |                                                       | 5/1950-10/1952  | Ban thành lập mới                                                                                   |
| Ban Trường học Trung ương Đảng                                     | Trưởng ban      | Pavel Zimin            |                                                       | 12/1950-10/1952 | Ban thành lập mới                                                                                   |

## Ủy viên chính thức
| - Ủy viên Bộ Chính trị - Bí thư Trung ương Đảng - Ủy viên Dự khuyết Bộ Chính trị | - Ủy viên Trung ương Đảng - Ủy viên Dự khuyết Trung ương Đảng |

| STT | Họ tên (sinh-mất)                   | Chức vụ khi được bầu | Chức vụ khi được bầu | Chức vụ | Chức vụ | Chức vụ                      | Ghi chú |
| STT | Họ tên (sinh-mất)                   | Chức vụ khi được bầu | Chức vụ khi được bầu | Chức vụ | Chức vụ | Nhiệm kỳ                     | Ghi chú |
| --- | ----------------------------------- | --- | --- | --- | --- | ---------------------------- | --- |
| 1   | Andrey Andreyev (1895–1971)         | | Chủ tịch Xô viết Liên bang Xô viết Tối cao Liên Xô | | Chủ tịch Xô viết Liên bang Xô viết Tối cao Liên Xô                                                                                    | 3/1939-3/1946                | |
| 1   | Andrey Andreyev (1895–1971)         | Trưởng ban Ban Nông nghiệp Trung ương Đảng | Chủ tịch Xô viết Liên bang Xô viết Tối cao Liên Xô | 3/1939-4/1946 | |                              | |
| 1   | Andrey Andreyev (1895–1971)         | Ủy viên Hội đồng Kinh tế thuộc Hội đồng Dân ủy Liên Xô | Chủ tịch Xô viết Liên bang Xô viết Tối cao Liên Xô | 3/1939-3/1941 | |                              | |
| 1   | Andrey Andreyev (1895–1971)         | Ủy viên Ban thư ký Hội đồng Dân ủy Liên Xô | Chủ tịch Xô viết Liên bang Xô viết Tối cao Liên Xô | 3/1941-9/1945 | |                              | |
| 1   | Andrey Andreyev (1895–1971)         | Ủy viên Ủy ban các vấn đề thường trực Ban thư ký Hội đồng Dân ủy Liên Xô                                                                                    | Chủ tịch Xô viết Liên bang Xô viết Tối cao Liên Xô | 5/1941-12/1942 | |                              | |
| 1   | Andrey Andreyev (1895–1971)         | Phó Ủy viên Nhân dân thứ nhất Bộ Dân ủy Giao thông vận tải Liên Xô                                                                                          | Chủ tịch Xô viết Liên bang Xô viết Tối cao Liên Xô | 1/1942-2/1942 | |                              | |
| 1   | Andrey Andreyev (1895–1971)         | | Chủ tịch Xô viết Liên bang Xô viết Tối cao Liên Xô | | Chủ nhiệm Ủy ban Kiểm tra Trung ương Đảng Cộng sản toàn Liên bang                                                                     | 3/1939-10/1952               | |
| 1   | Andrey Andreyev (1895–1971)         | Phó Chủ tịch Ủy ban Dỡ hàng đường sắt thuộc Ủy ban Quốc phòng Liên Xô                                                                                       | Chủ tịch Xô viết Liên bang Xô viết Tối cao Liên Xô | 2/1942-9/1942 | |                              | |
| 1   | Andrey Andreyev (1895–1971)         | Phó Chủ tịch Ủy ban Giao thông vận tải thuộc Ủy ban Quốc phòng Liên Xô                                                                                      | Chủ tịch Xô viết Liên bang Xô viết Tối cao Liên Xô | 9/1942-5/1944 | |                              | |
| 1   | Andrey Andreyev (1895–1971)         | Ủy viên Nhân dân Bộ Dân ủy Nông nghiệp Liên Xô | Chủ tịch Xô viết Liên bang Xô viết Tối cao Liên Xô | 12/1943-3/1946 | |                              | |
| 1   | Andrey Andreyev (1895–1971)         | Phó Chủ tịch Hội đồng Bộ trưởng Liên Xô | Chủ tịch Xô viết Liên bang Xô viết Tối cao Liên Xô | 3/1946-10/1952 | |                              | |
| 1   | Andrey Andreyev (1895–1971)         | Ủy viên Ban thư ký Đoàn Chủ tịch Hội đồng Bộ trưởng Liên Xô Chủ tịch Hội đồng các vấn đề nông trại tập thể thuộc Hội đồng Bộ trưởng Liên Xô                 | Chủ tịch Xô viết Liên bang Xô viết Tối cao Liên Xô | 3/1946-10/1952 | |                              | |
| 2   | Vasily Andrianov (1902–1978)        | | Bí thư thứ nhất Tỉnh ủy Sverdlovsk Đảng Cộng sản toàn Liên bang | | Phó Chủ nhiệm Ủy ban Kiểm tra Cơ quan Đảng Trung ương Đảng                                                                            | 3/1946-7/1948                | |
| 2   | Vasily Andrianov (1902–1978)        | Phó Chủ tịch Hội đồng các vấn đề nông trại tập thể thuộc Hội đồng Bộ trưởng Liên Xô                                                                         | Bí thư thứ nhất Tỉnh ủy Sverdlovsk Đảng Cộng sản toàn Liên bang | 3/1946-2/1949 | |                              | |
| 2   | Vasily Andrianov (1902–1978)        | Bí thư thứ nhất Tỉnh ủy Leningrad Đảng Cộng sản toàn Liên bang                                                                                              | Bí thư thứ nhất Tỉnh ủy Sverdlovsk Đảng Cộng sản toàn Liên bang | 2/1949-10/1952 | |                              | |
| 3   | Naum Antselovich (1888–1952)        | | Ủy viên Nhân dân Bộ Dân ủy Lâm nghiệp Liên Xô | | Trưởng ban Văn hóa Đại chúng thuộc Hội đồng Trung ương các công đoàn toàn Liên xô                                                     | 4/1940-2/1941                | Miễn nhiệm tại Hội nghị Đảng Toàn quốc                                                                                                   |
| 4   | Mir Jafar Baghirov (1896–1956)      | | Ủy viên Hội đồng Quân sự Phương diện quân Ngoại Kavkaz Bí thư thứ nhất Trung ương Đảng Cộng sản Azerbaijan Bí thư thứ nhất Thành ủy Baku Đảng Cộng sản Azerbaijan | | Ủy viên Hội đồng Quân sự Phương diện quân Ngoại Kavkaz Bí thư thứ nhất Trung ương Đảng Cộng sản Azerbaijan                            | 3/1950-10/1952               | |
| 5   | Alexey Badayev (1883–1951)          | | Chủ tịch Đoàn chủ tịch Xô viết tối cao Nga Xô | | Chủ tịch Đoàn chủ tịch Xô viết tối cao Nga Xô                                                                                         | 3/1939-4/1944                | Mất khi đang tại nhiệm |
| 5   | Alexey Badayev (1883–1951)          | Vụ trưởng Vụ sản xuất bia thuộc Bộ Dân ủy Công nghiệp Thực phẩm Liên Xô                                                                                     | Chủ tịch Đoàn chủ tịch Xô viết tối cao Nga Xô | 1943-3/1946 | |                              | Mất khi đang tại nhiệm |
| 5   | Alexey Badayev (1883–1951)          | Vụ trưởng Vụ sản xuất bia thuộc Bộ Công nghiệp Thực phẩm Liên Xô                                                                                            | Chủ tịch Đoàn chủ tịch Xô viết tối cao Nga Xô | 3/1946-11/1951 | |                              | Mất khi đang tại nhiệm |
| 6   | Ivan Benediktov (1902–1983)         | | Ủy viên Nhân dân Bộ Dân ủy Nông nghiệp Liên Xô | | Ủy viên Nhân dân Bộ Dân ủy Nông nghiệp Liên Xô                                                                                        | 3/1939-2/1941                | Hội nghị Đảng Toàn quốc bầu làm ủy viên dự khuyết Trung ương Đảng                                                                        |
| 7   | Lavrentiy Beria (1899–1953)         | | Ủy viên Nhân dân Bộ Dân ủy Nội vụ Liên Xô | | Ủy viên Nhân dân Bộ Dân ủy Nội vụ Liên Xô                                                                                             | 3/1939-12/1945               | Ủy viên Bộ Chính trị từ tháng 3/1946 |
| 7   | Lavrentiy Beria (1899–1953)         | Ủy viên Ủy ban Quốc phòng Hội đồng Dân ủy Liên Xô | Ủy viên Nhân dân Bộ Dân ủy Nội vụ Liên Xô | 3/1939-4/1941 | |                              | Ủy viên Bộ Chính trị từ tháng 3/1946 |
| 7   | Lavrentiy Beria (1899–1953)         | Phó Chủ tịch Hội đồng Dân ủy Liên Xô | Ủy viên Nhân dân Bộ Dân ủy Nội vụ Liên Xô | 2/1941-3/1946 | |                              | Ủy viên Bộ Chính trị từ tháng 3/1946 |
| 7   | Lavrentiy Beria (1899–1953)         | Phó Chủ tịch Hội đồng Bộ trưởng Liên Xô | Ủy viên Nhân dân Bộ Dân ủy Nội vụ Liên Xô | 3/1946-10/1952 | |                              | Ủy viên Bộ Chính trị từ tháng 3/1946 |
| 7   | Lavrentiy Beria (1899–1953)         | Ủy viên Hội đồng Kinh tế thuộc Hội đồng Dân ủy Liên Xô | Ủy viên Nhân dân Bộ Dân ủy Nội vụ Liên Xô | 2/1941-3/1941 | |                              | Ủy viên Bộ Chính trị từ tháng 3/1946 |
| 7   | Lavrentiy Beria (1899–1953)         | Ủy viên Ban thư ký Hội đồng Dân ủy Liên Xô | Ủy viên Nhân dân Bộ Dân ủy Nội vụ Liên Xô | 3/1941-5/1944 | |                              | Ủy viên Bộ Chính trị từ tháng 3/1946 |
| 7   | Lavrentiy Beria (1899–1953)         | Ủy viên Ủy ban Quốc phòng Liên Xô | Ủy viên Nhân dân Bộ Dân ủy Nội vụ Liên Xô | 6/1941-9/1945 | |                              | Ủy viên Bộ Chính trị từ tháng 3/1946 |
| 7   | Lavrentiy Beria (1899–1953)         | Ủy viên Cục Công tác Ủy ban Quốc phòng Liên Xô | Ủy viên Nhân dân Bộ Dân ủy Nội vụ Liên Xô | 12/1942-9/1945 | |                              | Ủy viên Bộ Chính trị từ tháng 3/1946 |
| 7   | Lavrentiy Beria (1899–1953)         | | Ủy viên Nhân dân Bộ Dân ủy Nội vụ Liên Xô | Phó Chủ tịch Ủy ban Quốc phòng Liên Xô Chủ nhiệm Cục tác chiến Ủy ban Quốc phòng Liên Xô                                          | 5/1944-9/1945 |                              | Ủy viên Bộ Chính trị từ tháng 3/1946 |
| 7   | Lavrentiy Beria (1899–1953)         | Chủ nhiệm Ủy ban Đặc biệt thuộc Ủy ban Quốc phòng Nhà nước Liên Xô                                                                                          | Ủy viên Nhân dân Bộ Dân ủy Nội vụ Liên Xô | 8/1945-9/1945 | |                              | Ủy viên Bộ Chính trị từ tháng 3/1946 |
| 7   | Lavrentiy Beria (1899–1953)         | Chủ nhiệm Ủy ban Đặc biệt thuộc Hội đồng Dân ủy Liên Xô | Ủy viên Nhân dân Bộ Dân ủy Nội vụ Liên Xô | 9/1945-3/1946 | |                              | Ủy viên Bộ Chính trị từ tháng 3/1946 |
| 7   | Lavrentiy Beria (1899–1953)         | Chủ nhiệm Ủy ban Đặc biệt thuộc Hội đồng Bộ trưởng Liên Xô                                                                                                  | Ủy viên Nhân dân Bộ Dân ủy Nội vụ Liên Xô | 3/1946-10/1952 | |                              | Ủy viên Bộ Chính trị từ tháng 3/1946 |
| 7   | Lavrentiy Beria (1899–1953)         | Ủy viên Ủy viên Thường vụ Đối ngoại thuộc Bộ Chính trị Trung ương Đảng                                                                                      | Ủy viên Nhân dân Bộ Dân ủy Nội vụ Liên Xô | 12/1945-10/1952 | |                              | Ủy viên Bộ Chính trị từ tháng 3/1946 |
| 7   | Lavrentiy Beria (1899–1953)         | Ủy viên Ủy viên Thường vụ Đối ngoại thuộc Bộ Chính trị Trung ương Đảng                                                                                      | Ủy viên Nhân dân Bộ Dân ủy Nội vụ Liên Xô | 12/1945-10/1952 | |                              | Ủy viên Bộ Chính trị từ tháng 3/1946 |
| 8   | Gennady Borkov (1905–1983)          | | Bí thư thứ nhất Tỉnh ủy Novosibirsk Đảng Cộng sản toàn Liên bang | | Bí thư thứ nhất Tỉnh ủy Khabarovsk Đảng Cộng sản toàn Liên bang                                                                       | 1/1940-6/1945                | |
| 8   | Gennady Borkov (1905–1983)          | Bí thư thứ nhất Trung ương Đảng Cộng sản Kazakhstan | Bí thư thứ nhất Tỉnh ủy Novosibirsk Đảng Cộng sản toàn Liên bang | 7/1945-6/1946 | |                              | |
| 8   | Gennady Borkov (1905–1983)          | Phó Chủ nhiệm Ủy ban Kiểm tra Cơ quan Đảng Trung ương Đảng                                                                                                  | Bí thư thứ nhất Tỉnh ủy Novosibirsk Đảng Cộng sản toàn Liên bang | 8/1946-7/1948 | |                              | |
| 8   | Gennady Borkov (1905–1983)          | Thanh tra Trung ương Đảng | Bí thư thứ nhất Tỉnh ủy Novosibirsk Đảng Cộng sản toàn Liên bang | 7/1948-12/1948 | |                              | |
| 8   | Gennady Borkov (1905–1983)          | Bí thư thứ nhất Tỉnh ủy Saratov Đảng Cộng sản toàn Liên bang                                                                                                | Bí thư thứ nhất Tỉnh ủy Novosibirsk Đảng Cộng sản toàn Liên bang | 12/1948-10/1952 | |                              | |
| 9   | Semyon Budyonny (1883–1973)         | | Tư lệnh Quân khu Moskva | | Phó Ủy viên Nhân dân thứ nhất Bộ Dân ủy Quốc phòng Liên Xô                                                                            | 8/1940-8/1942                | |
| 9   | Semyon Budyonny (1883–1973)         | Ủy viên Ủy ban Quốc phòng thuộc Hội đồng Dân ủy Liên Xô Phó Tổng tham mưu trưởng thứ nhất Hồng quân Liên Xô                                                 | Tư lệnh Quân khu Moskva | 8/1940-9/1941 | |                              | |
| 9   | Semyon Budyonny (1883–1973)         | Ủy viên Đại bản doanh Bộ Tổng tư lệnh Tối cao | Tư lệnh Quân khu Moskva | 6/1941-2/1945 | |                              | |
| 9   | Semyon Budyonny (1883–1973)         | Tư lệnh Cụm Tập đoàn quân dự bị Đại bản doanh Bộ Tổng Tư lệnh Tối cao                                                                                       | Tư lệnh Quân khu Moskva | 6/1941-7/1941 | |                              | |
| 9   | Semyon Budyonny (1883–1973)         | Tư lệnh Lục quân số 21 | Tư lệnh Quân khu Moskva | 7/1941 | |                              | |
| 9   | Semyon Budyonny (1883–1973)         | Tư lệnh Lực lượng quân hướng Tây Nam | Tư lệnh Quân khu Moskva | 7/1941-9/1941 | |                              | |
| 9   | Semyon Budyonny (1883–1973)         | Tư lệnh Phương diện quân dự bị | Tư lệnh Quân khu Moskva | 9/1941-10/1941 | |                              | |
| 9   | Semyon Budyonny (1883–1973)         | Tư lệnh Lực lượng quân hướng Bắc Kavkaz | Tư lệnh Quân khu Moskva | 4/1942-5/1942 | |                              | |
| 9   | Semyon Budyonny (1883–1973)         | Tư lệnh Phương diện quân hướng Bắc Kavkaz | Tư lệnh Quân khu Moskva | 5/1942-9/1942 | |                              | |
| 9   | Semyon Budyonny (1883–1973)         | Phó Ủy viên Nhân dân Bộ Dân ủy Quốc phòng Liên Xô | Tư lệnh Quân khu Moskva | 8/1942-5/1943 | |                              | |
| 9   | Semyon Budyonny (1883–1973)         | Tư lệnh Kỵ binh Hồng quân Liên Xô Ủy viên Hội đồng Quân sự Tối cao thuộc Bộ Các lực lượng vũ trang Liên Xô                                                  | Tư lệnh Quân khu Moskva | 1/1943-2/1947 | |                              | |
| 9   | Semyon Budyonny (1883–1973)         | Thứ trưởng Bộ Nông nghiệp Liên Xô phụ trách chăn nuôi ngựa                                                                                                  | Tư lệnh Quân khu Moskva | 2/1947-10/1952 | |                              | |
| 10  | Nikolai Bulganin (1895–1975)        | | Phó Chủ tịch Hội đồng Dân ủy Liên Xô Chủ tịch Hội đồng quản trị Ngân hàng Nhà nước Liên Xô | | Phó Chủ tịch Hội đồng Dân ủy Liên Xô                                                                                                  | 4/1940-5/1944                | Ủy viên dự khuyết Bộ Chính trị từ tháng 3/1946; Ủy viên Bộ Chính trị từ tháng 2/1948                                                     |
| 10  | Nikolai Bulganin (1895–1975)        | Ủy viên Hội đồng Kinh tế thuộc Hội đồng Dân ủy Liên Xô | Phó Chủ tịch Hội đồng Dân ủy Liên Xô Chủ tịch Hội đồng quản trị Ngân hàng Nhà nước Liên Xô | 3/1940-3/1941 | |                              | Ủy viên dự khuyết Bộ Chính trị từ tháng 3/1946; Ủy viên Bộ Chính trị từ tháng 2/1948                                                     |
| 10  | Nikolai Bulganin (1895–1975)        | Chủ tịch Hội đồng Kinh tế phụ trách luyện kim và Hóa học thuộc Hội đồng Dân ủy Liên Xô                                                                      | Phó Chủ tịch Hội đồng Dân ủy Liên Xô Chủ tịch Hội đồng quản trị Ngân hàng Nhà nước Liên Xô | 4/1940-3/1941 | |                              | Ủy viên dự khuyết Bộ Chính trị từ tháng 3/1946; Ủy viên Bộ Chính trị từ tháng 2/1948                                                     |
| 10  | Nikolai Bulganin (1895–1975)        | Phó Chủ tịch Hội đồng Kinh tế thuộc Hội đồng Dân ủy Liên Xô                                                                                                 | Phó Chủ tịch Hội đồng Dân ủy Liên Xô Chủ tịch Hội đồng quản trị Ngân hàng Nhà nước Liên Xô | 5/1940-3/1941 | |                              | Ủy viên dự khuyết Bộ Chính trị từ tháng 3/1946; Ủy viên Bộ Chính trị từ tháng 2/1948                                                     |
| 10  | Nikolai Bulganin (1895–1975)        | Ủy viên Ủy ban Quốc phòng thuộc Hội đồng Dân ủy Liên Xô | Phó Chủ tịch Hội đồng Dân ủy Liên Xô Chủ tịch Hội đồng quản trị Ngân hàng Nhà nước Liên Xô | 8/1940-4/1941 | |                              | Ủy viên dự khuyết Bộ Chính trị từ tháng 3/1946; Ủy viên Bộ Chính trị từ tháng 2/1948                                                     |
| 10  | Nikolai Bulganin (1895–1975)        | Chủ tịch Hội đồng quản trị Ngân hàng Nhà nước Liên Xô | Phó Chủ tịch Hội đồng Dân ủy Liên Xô Chủ tịch Hội đồng quản trị Ngân hàng Nhà nước Liên Xô | 10/1940-5/1945 | |                              | Ủy viên dự khuyết Bộ Chính trị từ tháng 3/1946; Ủy viên Bộ Chính trị từ tháng 2/1948                                                     |
| 10  | Nikolai Bulganin (1895–1975)        | Ủy viên Ban Thư ký Hội đồng Dân ủy Liên Xô | Phó Chủ tịch Hội đồng Dân ủy Liên Xô Chủ tịch Hội đồng quản trị Ngân hàng Nhà nước Liên Xô | 3/1941-7/1941 | |                              | Ủy viên dự khuyết Bộ Chính trị từ tháng 3/1946; Ủy viên Bộ Chính trị từ tháng 2/1948                                                     |
| 10  | Nikolai Bulganin (1895–1975)        | Ủy viên Hội đồng Quân sự Phương diện quân phía Tây | Phó Chủ tịch Hội đồng Dân ủy Liên Xô Chủ tịch Hội đồng quản trị Ngân hàng Nhà nước Liên Xô | 7/1941-12/1943 | |                              | Ủy viên dự khuyết Bộ Chính trị từ tháng 3/1946; Ủy viên Bộ Chính trị từ tháng 2/1948                                                     |
| 10  | Nikolai Bulganin (1895–1975)        | Ủy viên Hội đồng Quân sự Phương diện quân Baltic số 2 | Phó Chủ tịch Hội đồng Dân ủy Liên Xô Chủ tịch Hội đồng quản trị Ngân hàng Nhà nước Liên Xô | 12/1943-4/1944 | |                              | Ủy viên dự khuyết Bộ Chính trị từ tháng 3/1946; Ủy viên Bộ Chính trị từ tháng 2/1948                                                     |
| 10  | Nikolai Bulganin (1895–1975)        | Ủy viên Hội đồng Quân sự Phương diện quân Belarus số 1 | Phó Chủ tịch Hội đồng Dân ủy Liên Xô Chủ tịch Hội đồng quản trị Ngân hàng Nhà nước Liên Xô | 5/1944-8/1944 | |                              | Ủy viên dự khuyết Bộ Chính trị từ tháng 3/1946; Ủy viên Bộ Chính trị từ tháng 2/1948                                                     |
| 10  | Nikolai Bulganin (1895–1975)        | Phó Ủy viên Nhân dân Bộ Dân ủy Quốc phòng Liên Xô | Phó Chủ tịch Hội đồng Dân ủy Liên Xô Chủ tịch Hội đồng quản trị Ngân hàng Nhà nước Liên Xô | 11/1944-3/1946 | |                              | Ủy viên dự khuyết Bộ Chính trị từ tháng 3/1946; Ủy viên Bộ Chính trị từ tháng 2/1948                                                     |
| 10  | Nikolai Bulganin (1895–1975)        | | Phó Chủ tịch Hội đồng Dân ủy Liên Xô Chủ tịch Hội đồng quản trị Ngân hàng Nhà nước Liên Xô | Thứ trưởng Bộ Các Lực lượng vũ trang Liên Xô                                                                                      | 3/1946-3/1947 |                              | Ủy viên dự khuyết Bộ Chính trị từ tháng 3/1946; Ủy viên Bộ Chính trị từ tháng 2/1948                                                     |
| 10  | Nikolai Bulganin (1895–1975)        | Bộ trưởng Bộ Các Lực lượng vũ trang Liên Xô | Phó Chủ tịch Hội đồng Dân ủy Liên Xô Chủ tịch Hội đồng quản trị Ngân hàng Nhà nước Liên Xô | 3/1947-3/1949 | |                              | Ủy viên dự khuyết Bộ Chính trị từ tháng 3/1946; Ủy viên Bộ Chính trị từ tháng 2/1948                                                     |
| 10  | Nikolai Bulganin (1895–1975)        | | Phó Chủ tịch Hội đồng Dân ủy Liên Xô Chủ tịch Hội đồng quản trị Ngân hàng Nhà nước Liên Xô | Ủy viên Ban Thường vụ Đối ngoại thuộc Bộ Chính trị Trung ương Đảng Phó Chủ tịch Hội đồng Bộ trưởng Liên Xô                        | 3/1947-4/1950 |                              | Ủy viên dự khuyết Bộ Chính trị từ tháng 3/1946; Ủy viên Bộ Chính trị từ tháng 2/1948                                                     |
| 10  | Nikolai Bulganin (1895–1975)        | Ủy viên Ban Thường vụ Đối ngoại thuộc Bộ Chính trị Trung ương Đảng Phó Chủ tịch thứ nhất Hội đồng Bộ trưởng Liên Xô                                         | Phó Chủ tịch Hội đồng Dân ủy Liên Xô Chủ tịch Hội đồng quản trị Ngân hàng Nhà nước Liên Xô | 4/1950-10/1952 | |                              | Ủy viên dự khuyết Bộ Chính trị từ tháng 3/1946; Ủy viên Bộ Chính trị từ tháng 2/1948                                                     |
| 11  | Mykhailo Burmystenko (1902–1941)    | | Bí thư thứ hai Trung ương Đảng Cộng sản Ukraine Chủ tịch Xô viết Tối cao Ukraine Xô | | Ủy viên Hội đồng Quân sự Phương diện quân Tây Nam Bí thư thứ hai Trung ương Đảng Cộng sản Ukraine Chủ tịch Xô viết Tối cao Ukraine Xô | 8/1941-9/1941                | Hy sinh tại chiến trường |
| 12  | Boris Vannikov (1897–1962)          | | Ủy viên Nhân dân Bộ Dân ủy Công nghiệp Quân khí Liên Xô | | Phó Ủy viên Nhân dân Bộ Dân ủy Công nghiệp Quân khí Liên Xô                                                                           | 8/1941-2/1942                | Bị bắt tháng 6/1941 sau đó được thả 7/1941                                                                                               |
| 12  | Boris Vannikov (1897–1962)          | Ủy viên Nhân dân Bộ Dân ủy Công nghiệp Bom đạn Liên Xô | Ủy viên Nhân dân Bộ Dân ủy Công nghiệp Quân khí Liên Xô | 2/1942-1/1946 | |                              | Bị bắt tháng 6/1941 sau đó được thả 7/1941                                                                                               |
| 12  | Boris Vannikov (1897–1962)          | Ủy viên Ủy ban Đặc biệt thuộc Hội đồng Bộ trưởng Liên Xô | Ủy viên Nhân dân Bộ Dân ủy Công nghiệp Quân khí Liên Xô | 8/1945-10/1952 | |                              | Bị bắt tháng 6/1941 sau đó được thả 7/1941                                                                                               |
| 12  | Boris Vannikov (1897–1962)          | Bộ trưởng Bộ Dân ủy Cơ điện Nông nghiệp Liên Xô | Ủy viên Nhân dân Bộ Dân ủy Công nghiệp Quân khí Liên Xô | 1/1946-6/1946 | |                              | Bị bắt tháng 6/1941 sau đó được thả 7/1941                                                                                               |
| 13  | Vasily Vahrushev (1902–1947)        | | Phó chủ tịch Hội đồng Dân ủy Nga Xô | | Chủ tịch Hội đồng Dân ủy Nga Xô | 7/1939-2/1940                | Mất khi đang tại nhiệm |
| 13  | Vasily Vahrushev (1902–1947)        | Ủy viên Nhân dân Bộ Dân ủy Công nghiệp than | Phó chủ tịch Hội đồng Dân ủy Nga Xô | 10/1939-1/1946 | |                              | Mất khi đang tại nhiệm |
| 13  | Vasily Vahrushev (1902–1947)        | Ủy viên Nhân dân Bộ Dân ủy Công nghiệp than Vùng phía Đông                                                                                                  | Phó chủ tịch Hội đồng Dân ủy Nga Xô | 1/1946-1/1947 | |                              | Mất khi đang tại nhiệm |
| 14  | Nikolai Voznesensky (1903–1950)     | | Chủ nhiệm Ủy ban Kế hoạch Nhà nước thuộc Hội đồng Dân ủy Liên Xô | | Phó Chủ tịch Hội đồng Dân ủy Liên Xô Chủ nhiệm Ủy ban Kế hoạch Nhà nước thuộc Hội đồng Dân ủy Liên Xô                                 | 4/1939-3/1941                | Ủy viên dự khuyết Bộ Chính trị từ tháng 2/1941; Ủy viên Bộ Chính trị từ tháng 2/1947-3/1949. Miễn nhiệm chức vụ tháng 9/1949             |
| 14  | Nikolai Voznesensky (1903–1950)     | | Chủ nhiệm Ủy ban Kế hoạch Nhà nước thuộc Hội đồng Dân ủy Liên Xô | Chủ tịch Hội đồng Kinh tế về lĩnh vực công nghiệp quốc phòng thuộc Hội đồng Dân ủy Liên Xô                                        | 4/1940-3/1941 |                              | Ủy viên dự khuyết Bộ Chính trị từ tháng 2/1941; Ủy viên Bộ Chính trị từ tháng 2/1947-3/1949. Miễn nhiệm chức vụ tháng 9/1949             |
| 14  | Nikolai Voznesensky (1903–1950)     | Phó Chủ tịch thứ nhất Hội đồng Dân ủy Liên Xô | Chủ nhiệm Ủy ban Kế hoạch Nhà nước thuộc Hội đồng Dân ủy Liên Xô | 3/1941-3/1946 | |                              | Ủy viên dự khuyết Bộ Chính trị từ tháng 2/1941; Ủy viên Bộ Chính trị từ tháng 2/1947-3/1949. Miễn nhiệm chức vụ tháng 9/1949             |
| 14  | Nikolai Voznesensky (1903–1950)     | | Chủ nhiệm Ủy ban Kế hoạch Nhà nước thuộc Hội đồng Dân ủy Liên Xô | Chủ tịch Ủy ban Kế hoạch Nhà nước thuộc Hội đồng Dân ủy Liên Xô                                                                   | 12/1942-3/1949 |                              | Ủy viên dự khuyết Bộ Chính trị từ tháng 2/1941; Ủy viên Bộ Chính trị từ tháng 2/1947-3/1949. Miễn nhiệm chức vụ tháng 9/1949             |
| 14  | Nikolai Voznesensky (1903–1950)     | Phó Chủ tịch Hội đồng Bộ trưởng Liên Xô | Chủ nhiệm Ủy ban Kế hoạch Nhà nước thuộc Hội đồng Dân ủy Liên Xô | 3/1946-7/1949 | |                              | Ủy viên dự khuyết Bộ Chính trị từ tháng 2/1941; Ủy viên Bộ Chính trị từ tháng 2/1947-3/1949. Miễn nhiệm chức vụ tháng 9/1949             |
| 15  | Kliment Voroshilov (1881–1969)      | | Ủy viên Nhân dân Bộ Dân ủy Quốc phòng Liên Xô | | Phó Chủ tịch Hội đồng Dân ủy Liên Xô                                                                                                  | 5/1940-10/1952               | |
| 15  | Kliment Voroshilov (1881–1969)      | Chủ tịch Ủy ban Quốc phòng thuộc Hội đồng Dân ủy Liên Xô | Ủy viên Nhân dân Bộ Dân ủy Quốc phòng Liên Xô | 5/1940-5/1941 | |                              | |
| 15  | Kliment Voroshilov (1881–1969)      | Phó Ủy viên Nhân dân Bộ Dân ủy Quốc phòng Liên Xô | Ủy viên Nhân dân Bộ Dân ủy Quốc phòng Liên Xô | 5/1940-11/1944 | |                              | |
| 15  | Kliment Voroshilov (1881–1969)      | Ủy viên Ủy ban Quốc phòng Liên Xô | Ủy viên Nhân dân Bộ Dân ủy Quốc phòng Liên Xô | 6/1941-11/1946 | |                              | |
| 15  | Kliment Voroshilov (1881–1969)      | Tổng tư lệnh Lực lượng phản kích Phần Lan | Ủy viên Nhân dân Bộ Dân ủy Quốc phòng Liên Xô | 11/1939-3/1940 | |                              | |
| 15  | Kliment Voroshilov (1881–1969)      | Tổng tư lệnh Lực lượng quân hướng Tây Bắc | Ủy viên Nhân dân Bộ Dân ủy Quốc phòng Liên Xô | 7/1941-8/1941 | |                              | |
| 15  | Kliment Voroshilov (1881–1969)      | Tư lệnh Phương diện quân Leningrad | Ủy viên Nhân dân Bộ Dân ủy Quốc phòng Liên Xô | 5/1941-9/1941 | |                              | |
| 15  | Kliment Voroshilov (1881–1969)      | Tổng tư lệnh phong trào du kích | Ủy viên Nhân dân Bộ Dân ủy Quốc phòng Liên Xô | 9/1942-11/1942 | |                              | |
| 16  | Andrey Vyshinsky (1883–1954)        | | Tổng Công tố viên Liên Xô | | Phó chủ tịch Hội đồng Dân ủy Liên Xô                                                                                                  | 5/1939-5/1944                | |
| 16  | Andrey Vyshinsky (1883–1954)        | Phó Ủy viên Nhân dân thứ nhất Bộ Dân ủy Ngoại giao Liên Xô                                                                                                  | Tổng Công tố viên Liên Xô | 1940-3/1946 | |                              | |
| 16  | Andrey Vyshinsky (1883–1954)        | Thứ trưởng Bộ Ngoại giao Liên Xô | Tổng Công tố viên Liên Xô | 3/1946-3/1949 | |                              | |
| 16  | Andrey Vyshinsky (1883–1954)        | Bộ trưởng Bộ Ngoại giao Liên Xô | Tổng Công tố viên Liên Xô | 3/1949-10/1952 | |                              | |
| 17  | Boris Dvinskiy (1894–1973)          | | Bí thư thứ nhất Tỉnh ủy Rostov Đảng Cộng sản toàn Liên bang | | Ủy viên Nhân dân Bộ Dân ủy Cung cấp Lương thực Liên Xô                                                                                | 9/1944-3/1946                | |
| 17  | Boris Dvinskiy (1894–1973)          | Bộ trưởng Bộ Cung cấp Lương thực Liên Xô | Bí thư thứ nhất Tỉnh ủy Rostov Đảng Cộng sản toàn Liên bang | 3/1946-10/1952 | |                              | |
| 18  | Vladimir Donskoi (1903–1954)        | | Bí thư thứ nhất Tỉnh ủy Khabarovsk Đảng Cộng sản toàn Liên bang | | Ủy viên Nhân dân Bộ Dân ủy Cung cấp Lương thực Liên Xô                                                                                | 3/1940-7/1941                | Lưu ở Trung ương Đảng từ tháng 1-3/1940. Năm 1946 nghỉ hưu. Miễn nhiệm ủy viên Trung ương Đảng tháng 2/1947                              |
| 18  | Vladimir Donskoi (1903–1954)        | Phó Chủ nhiệm Ủy ban Kiểm tra Cơ quan Đảng Trung ương Đảng                                                                                                  | Bí thư thứ nhất Tỉnh ủy Khabarovsk Đảng Cộng sản toàn Liên bang | 7/1941-3/1946 | |                              | Lưu ở Trung ương Đảng từ tháng 1-3/1940. Năm 1946 nghỉ hưu. Miễn nhiệm ủy viên Trung ương Đảng tháng 2/1947                              |
| 19  | Aleksandr Yefremov (1904–1951)      | | Chủ tịch Xô viết thành phố Moskva | | Phó Ủy viên Nhân dân thứ nhất Bộ Dân ủy máy xây dựng hạng nặng Liên Xô                                                                | 4/1939-4/1940                | Mất khi đang tại nhiệm |
| 19  | Aleksandr Yefremov (1904–1951)      | Ủy viên Nhân dân Bộ Dân ủy máy xây dựng hạng nặng Liên Xô                                                                                                   | Chủ tịch Xô viết thành phố Moskva | 4/1940-6/1941 | |                              | Mất khi đang tại nhiệm |
| 19  | Aleksandr Yefremov (1904–1951)      | Ủy viên Nhân dân Bộ Dân ủy Chế tạo máy công cụ Liên Xô | Chủ tịch Xô viết thành phố Moskva | 6/1941-11/1941 2/1942-3/1949 | |                              | Mất khi đang tại nhiệm |
| 19  | Aleksandr Yefremov (1904–1951)      | Phó Ủy viên Nhân dân Bộ Dân ủy Công nghiệp Tăng giới | Chủ tịch Xô viết thành phố Moskva | 9/1941-2/1942 | |                              | Mất khi đang tại nhiệm |
| 19  | Aleksandr Yefremov (1904–1951)      | Phó Chủ tịch Hội đồng Bộ trưởng Liên Xô | Chủ tịch Xô viết thành phố Moskva | 3/1949-11/1951 | |                              | Mất khi đang tại nhiệm |
| 20  | Andrei Zhdanov (1896–1948)          | | Chủ tịch Xô viết Tối cao Nga Xô Bí thư thứ nhất Tỉnh ủy Leningrad Đảng Cộng sản toàn Liên bang | | Chủ tịch Xô viết Tối cao Nga Xô | 1/1945-6/1947                | Mất khi đang tại nhiệm |
| 20  | Andrei Zhdanov (1896–1948)          | Chủ nhiệm Ủy ban Tuyên giáo và Cổ động Trung ương Đảng | Chủ tịch Xô viết Tối cao Nga Xô Bí thư thứ nhất Tỉnh ủy Leningrad Đảng Cộng sản toàn Liên bang | 3-1939-9/1940 | |                              | Mất khi đang tại nhiệm |
| 20  | Andrei Zhdanov (1896–1948)          | Ủy viên Hội đồng Quân sự Quân đoàn 7 (Quân khu Leningrad)                                                                                                   | Chủ tịch Xô viết Tối cao Nga Xô Bí thư thứ nhất Tỉnh ủy Leningrad Đảng Cộng sản toàn Liên bang | 6/1939-2/1941 | |                              | Mất khi đang tại nhiệm |
| 20  | Andrei Zhdanov (1896–1948)          | Ủy viên Hội đồng Quân sự mặt trận Tây bắc | Chủ tịch Xô viết Tối cao Nga Xô Bí thư thứ nhất Tỉnh ủy Leningrad Đảng Cộng sản toàn Liên bang | 1/1940-3/1940 | |                              | Mất khi đang tại nhiệm |
| 20  | Andrei Zhdanov (1896–1948)          | Đại diện Trung ương Đảng Cộng sản toàn Liên bang tại Estonia                                                                                                | Chủ tịch Xô viết Tối cao Nga Xô Bí thư thứ nhất Tỉnh ủy Leningrad Đảng Cộng sản toàn Liên bang | 6/1940-8/1940 | |                              | Mất khi đang tại nhiệm |
| 20  | Andrei Zhdanov (1896–1948)          | | Chủ tịch Xô viết Tối cao Nga Xô Bí thư thứ nhất Tỉnh ủy Leningrad Đảng Cộng sản toàn Liên bang | | Ủy viên Ủy ban Quốc phòng thuộc Hội đồng Dân ủy Liên Xô                                                                               | 8/1940-5/1941                | Mất khi đang tại nhiệm |
| 20  | Andrei Zhdanov (1896–1948)          | Ủy viên Hội đồng Quân sự mặt trận phía bắc | Chủ tịch Xô viết Tối cao Nga Xô Bí thư thứ nhất Tỉnh ủy Leningrad Đảng Cộng sản toàn Liên bang | 6/1941-8/1941 | |                              | Mất khi đang tại nhiệm |
| 20  | Andrei Zhdanov (1896–1948)          | Ủy viên Hội đồng Quân sự mặt trận Leningrad | Chủ tịch Xô viết Tối cao Nga Xô Bí thư thứ nhất Tỉnh ủy Leningrad Đảng Cộng sản toàn Liên bang | 9/1941-5/1945 | |                              | Mất khi đang tại nhiệm |
| 20  | Andrei Zhdanov (1896–1948)          | Chủ tịch Xô viết Liên bang Xô viết Tối cao Liên Xô | Chủ tịch Xô viết Tối cao Nga Xô Bí thư thứ nhất Tỉnh ủy Leningrad Đảng Cộng sản toàn Liên bang | 3/1946-2/1947 | |                              | Mất khi đang tại nhiệm |
| 20  | Andrei Zhdanov (1896–1948)          | Ủy viên Ủy ban Thường vụ Đối ngoại thuộc Bộ Chính trị Trung ương Đảng                                                                                       | Chủ tịch Xô viết Tối cao Nga Xô Bí thư thứ nhất Tỉnh ủy Leningrad Đảng Cộng sản toàn Liên bang | 12/1945-8/1948 | |                              | Mất khi đang tại nhiệm |
| 21  | Semyon Zadionchenko (1898–1972)     | | Bí thư thứ nhất Tỉnh ủy Dnipropetrovsk Đảng Cộng sản Ukraine | | Bí thư thứ nhất Tỉnh ủy Stalino Đảng Cộng sản Ukraine                                                                                 | 7/1941-11/1941               | |
| 21  | Semyon Zadionchenko (1898–1972)     | Vụ trưởng Vụ chính trị thuộc Ban Nông nghiệp Trung ương Đảng                                                                                                | Bí thư thứ nhất Tỉnh ủy Dnipropetrovsk Đảng Cộng sản Ukraine | 12/1941-12/1942 | |                              | |
| 21  | Semyon Zadionchenko (1898–1972)     | Bí thư thứ nhất Tỉnh ủy Bashkir Đảng Cộng sản toàn Liên bang                                                                                                | Bí thư thứ nhất Tỉnh ủy Dnipropetrovsk Đảng Cộng sản Ukraine | 12/1942-2/1943 | |                              | |
| 21  | Semyon Zadionchenko (1898–1972)     | Bí thư thứ nhất Tỉnh ủy Kemerovo Đảng Cộng sản toàn Liên bang                                                                                               | Bí thư thứ nhất Tỉnh ủy Dnipropetrovsk Đảng Cộng sản Ukraine | 2/1943-4/1946 | |                              | |
| 21  | Semyon Zadionchenko (1898–1972)     | Thanh tra Trung ương Đảng | Bí thư thứ nhất Tỉnh ủy Dnipropetrovsk Đảng Cộng sản Ukraine | 4/1946-7/1948 | |                              | |
| 21  | Semyon Zadionchenko (1898–1972)     | Trưởng ban Ban Công nghiệp nặng Trung ương Đảng | Bí thư thứ nhất Tỉnh ủy Dnipropetrovsk Đảng Cộng sản Ukraine | 7/1948-12/1948 | |                              | |
| 21  | Semyon Zadionchenko (1898–1972)     | Thứ trưởng thứ nhất Bộ Cung cấp Lương thực Liên Xô | Bí thư thứ nhất Tỉnh ủy Dnipropetrovsk Đảng Cộng sản Ukraine | 12/1948-5/1951 | |                              | |
| 21  | Semyon Zadionchenko (1898–1972)     | Thanh tra Trung ương Đảng | Bí thư thứ nhất Tỉnh ủy Dnipropetrovsk Đảng Cộng sản Ukraine | 5/1951-10/1952 | |                              | |
| 22  | Simon Zhakarov (1906–1986)          | | Bí thư Trung ương Đoàn thanh niên Cộng sản Lenin | | Ủy viên Hội đồng Quân sự Hạm đội Thái Bình Dương                                                                                      | 3/1939-2/1947                | |
| 22  | Simon Zhakarov (1906–1986)          | Phó Chính ủy Hạm đội 5 | Bí thư Trung ương Đoàn thanh niên Cộng sản Lenin | 2/1947-11/1948 | |                              | |
| 22  | Simon Zhakarov (1906–1986)          | Chính ủy Quân chủng Hải quân Liên Xô | Bí thư Trung ương Đoàn thanh niên Cộng sản Lenin | 3/1950-10/1952 | |                              | |
| 22  | Simon Zhakarov (1906–1986)          | Thứ trưởng Bộ Hải quân Liên Xô | Bí thư Trung ương Đoàn thanh niên Cộng sản Lenin | 2/1951-10/1952 | |                              | |
| 23  | Arseny Zverev (1900–1969)           | | Ủy viên Nhân dân Bộ Dân ủy Tài chính Liên Xô | | Thứ trưởng Bộ Tài chính Liên Xô | 2/1948-12/1948               | |
| 23  | Arseny Zverev (1900–1969)           | Bộ trưởng Bộ Tài chính Liên Xô | Ủy viên Nhân dân Bộ Dân ủy Tài chính Liên Xô | 12/1948-10/1952 | |                              | |
| 24  | Rozaliya Zemlyachka (1876–1947)     | | Phó Chủ tịch Ủy ban Kiểm tra Xô viết thuộc Hội đồng Dân ủy Liên Xô | | Chủ tịch Ủy ban Kiểm tra Xô viết thuộc Hội đồng Dân ủy Liên Xô                                                                        | 5/1939-9/1940                | Mất khi đang tại nhiệm |
| 24  | Rozaliya Zemlyachka (1876–1947)     | Phó Chủ tịch Hội đồng Dân ủy Liên Xô | Phó Chủ tịch Ủy ban Kiểm tra Xô viết thuộc Hội đồng Dân ủy Liên Xô | 5/1939-8/1943 | |                              | Mất khi đang tại nhiệm |
| 24  | Rozaliya Zemlyachka (1876–1947)     | Phó Chủ nhiệm Ủy ban Kiểm tra Trung ương Đảng | Phó Chủ tịch Ủy ban Kiểm tra Xô viết thuộc Hội đồng Dân ủy Liên Xô | 8/1943-1/1947 | |                              | Mất khi đang tại nhiệm |
| 25  | Lazar Kaganovich (1893–1991)        | | Ủy viên Ủy ban Thường vụ về các vấn đề bí mật và các vấn đề chính sách đối ngoại thuộc Bộ Chính trị Ủy viên Ủy ban Thường vụ về các vấn đề kinh tế Bộ Chính trị Phó Chủ tịch Hội đồng Dân ủy Liên Xô Ủy viên Nhân dân Bộ Dân ủy Công nghiệp nhiên liệu Liên Xô Ủy viên Nhân dân Bộ Dân ủy Giao thông vận tải Liên Xô | | Phó Chủ tịch Hội đồng Dân ủy Liên Xô                                                                                                  | 3/1939-5/1944 12/1944-3/1946 | |
| 25  | Lazar Kaganovich (1893–1991)        | Ủy viên Nhân dân Bộ Dân ủy Giao thông vận tải Liên Xô | Ủy viên Ủy ban Thường vụ về các vấn đề bí mật và các vấn đề chính sách đối ngoại thuộc Bộ Chính trị Ủy viên Ủy ban Thường vụ về các vấn đề kinh tế Bộ Chính trị Phó Chủ tịch Hội đồng Dân ủy Liên Xô Ủy viên Nhân dân Bộ Dân ủy Công nghiệp nhiên liệu Liên Xô Ủy viên Nhân dân Bộ Dân ủy Giao thông vận tải Liên Xô | 3/1939-4/1942 | |                              | |
| 25  | Lazar Kaganovich (1893–1991)        | Ủy viên Nhân dân Bộ Dân ủy Công nghiệp nhiên liệu Liên Xô                                                                                                   | Ủy viên Ủy ban Thường vụ về các vấn đề bí mật và các vấn đề chính sách đối ngoại thuộc Bộ Chính trị Ủy viên Ủy ban Thường vụ về các vấn đề kinh tế Bộ Chính trị Phó Chủ tịch Hội đồng Dân ủy Liên Xô Ủy viên Nhân dân Bộ Dân ủy Công nghiệp nhiên liệu Liên Xô Ủy viên Nhân dân Bộ Dân ủy Giao thông vận tải Liên Xô | 3/1939-10/1939 | |                              | |
| 25  | Lazar Kaganovich (1893–1991)        | Ủy viên Nhân dân Bộ Dân ủy Công nghiệp Dầu mỏ Liên Xô | Ủy viên Ủy ban Thường vụ về các vấn đề bí mật và các vấn đề chính sách đối ngoại thuộc Bộ Chính trị Ủy viên Ủy ban Thường vụ về các vấn đề kinh tế Bộ Chính trị Phó Chủ tịch Hội đồng Dân ủy Liên Xô Ủy viên Nhân dân Bộ Dân ủy Công nghiệp nhiên liệu Liên Xô Ủy viên Nhân dân Bộ Dân ủy Giao thông vận tải Liên Xô | 10/1939-7/1940 | |                              | |
| 25  | Lazar Kaganovich (1893–1991)        | | Ủy viên Ủy ban Thường vụ về các vấn đề bí mật và các vấn đề chính sách đối ngoại thuộc Bộ Chính trị Ủy viên Ủy ban Thường vụ về các vấn đề kinh tế Bộ Chính trị Phó Chủ tịch Hội đồng Dân ủy Liên Xô Ủy viên Nhân dân Bộ Dân ủy Công nghiệp nhiên liệu Liên Xô Ủy viên Nhân dân Bộ Dân ủy Giao thông vận tải Liên Xô | Phó Chủ tịch Hội đồng Bộ trưởng Liên Xô Bộ trưởng Bộ Công nghiệp Vật liệu xây dựng Liên Xô                                        | 3/1946-6/1947 |                              | |
| 25  | Lazar Kaganovich (1893–1991)        | Bí thư thứ nhất Trung ương Đảng Cộng sản Ukraine | Ủy viên Ủy ban Thường vụ về các vấn đề bí mật và các vấn đề chính sách đối ngoại thuộc Bộ Chính trị Ủy viên Ủy ban Thường vụ về các vấn đề kinh tế Bộ Chính trị Phó Chủ tịch Hội đồng Dân ủy Liên Xô Ủy viên Nhân dân Bộ Dân ủy Công nghiệp nhiên liệu Liên Xô Ủy viên Nhân dân Bộ Dân ủy Giao thông vận tải Liên Xô | 3/1947-12/1947 | |                              | |
| 25  | Lazar Kaganovich (1893–1991)        | Phó Chủ tịch Hội đồng Bộ trưởng Liên Xô | Ủy viên Ủy ban Thường vụ về các vấn đề bí mật và các vấn đề chính sách đối ngoại thuộc Bộ Chính trị Ủy viên Ủy ban Thường vụ về các vấn đề kinh tế Bộ Chính trị Phó Chủ tịch Hội đồng Dân ủy Liên Xô Ủy viên Nhân dân Bộ Dân ủy Công nghiệp nhiên liệu Liên Xô Ủy viên Nhân dân Bộ Dân ủy Giao thông vận tải Liên Xô | 12/1947-10/1952 | |                              | |
| 26  | Mikhail Kaganovich (1888–1941)      | | Ủy viên Nhân dân Bộ Dân ủy Công nghiệp Hàng không Liên Xô | | Giám đốc Nhà máy số 124 thuộc Bộ Dân ủy Công nghiệp Hàng không Liên Xô (Kazan)                                                        | 1/1940-7/1941                | Anh trai của Lazar Kaganovich. Mất khi đang tại nhiệm                                                                                    |
| 27  | Mikhail Kalinin (1875–1946)         | | Chủ tịch Đoàn Chủ tịch Xô Viết Tối cao Liên Xô | | Chủ tịch Đoàn Chủ tịch Xô Viết Tối cao Liên Xô                                                                                        | 3/1939-3/1946                | Mất khi đang tại nhiệm |
| 28  | Leonid Korniyets (1901–1969)        | | Chủ tịch Đoàn Chủ tịch Xô viết Tối cao Ukraine Xô | | Chủ tịch Hội đồng Dân ủy Ukraine Xô                                                                                                   | 7/1939-2/1944                | |
| 28  | Leonid Korniyets (1901–1969)        | Phó Chủ tịch Hội đồng Dân ủy Ukraine Xô | Chủ tịch Đoàn Chủ tịch Xô viết Tối cao Ukraine Xô | 2/1944-3/1946 | |                              | |
| 28  | Leonid Korniyets (1901–1969)        | Phó Chủ tịch Hội đồng Bộ trưởng Ukraine Xô | Chủ tịch Đoàn Chủ tịch Xô viết Tối cao Ukraine Xô | 3/1946-10/1952 | |                              | |
| 29  | Demyan Korotchenko (1894–1969)      | | Chủ tịch Hội đồng Dân ủy Ukraine Xô | | Bí thư thứ ba Trung ương Đảng Cộng sản Ukraine Xô                                                                                     | 7/1939-7/1946                | |
| 29  | Demyan Korotchenko (1894–1969)      | Bí thư thứ hai Trung ương Đảng Cộng sản Ukraine Xô | Chủ tịch Hội đồng Dân ủy Ukraine Xô | 7/1946-3/1947 | |                              | |
| 29  | Demyan Korotchenko (1894–1969)      | Bí thư Trung ương Đảng Cộng sản Ukraine về công nghiệp | Chủ tịch Hội đồng Dân ủy Ukraine Xô | 3/1947-12/1947 | |                              | |
| 29  | Demyan Korotchenko (1894–1969)      | Chủ tịch Hội đồng Bộ trưởng Ukraine Xô | Chủ tịch Hội đồng Dân ủy Ukraine Xô | 12/1947-10/1952 | |                              | |
| 30  | Alexei Kosygin (1904–1980)          | | Ủy viên Nhân dân Bộ Dân ủy Công nghiệp Dệt may Liên Xô | | Phó Chủ tịch Hội đồng Dân ủy Liên Xô                                                                                                  | 4/1940-3/1946                | Ủy viên dự khuyết Bộ Chính trị từ tháng 3/1946; Ủy viên Bộ Chính trị từ tháng 9/1948                                                     |
| 30  | Alexei Kosygin (1904–1980)          | | Ủy viên Nhân dân Bộ Dân ủy Công nghiệp Dệt may Liên Xô | Phó Chủ tịch Hội đồng Bộ trưởng Liên Xô                                                                                           | 3/1946-10/1952 |                              | Ủy viên dự khuyết Bộ Chính trị từ tháng 3/1946; Ủy viên Bộ Chính trị từ tháng 9/1948                                                     |
| 30  | Alexei Kosygin (1904–1980)          | | Ủy viên Nhân dân Bộ Dân ủy Công nghiệp Dệt may Liên Xô | Bộ trưởng Bộ Tài chính Liên Xô | 2/1948-12/1948 |                              | Ủy viên dự khuyết Bộ Chính trị từ tháng 3/1946; Ủy viên Bộ Chính trị từ tháng 9/1948                                                     |
| 30  | Alexei Kosygin (1904–1980)          | Bộ trưởng Bộ Công nghiệp nhẹ Liên Xô | Ủy viên Nhân dân Bộ Dân ủy Công nghiệp Dệt may Liên Xô | 12/1948-10/1952 | |                              | Ủy viên dự khuyết Bộ Chính trị từ tháng 3/1946; Ủy viên Bộ Chính trị từ tháng 9/1948                                                     |
| 31  | Alexey Kuznetsov (1905–1950)        | | Bí thư thứ hai Thành ủy Leningrad Đảng Cộng sản toàn Liên bang | | Bí thư thứ nhất Tỉnh ủy Leningrad Đảng Cộng sản toàn Liên bang                                                                        | 1/1945-3/1946                | Bí thư Trung ương Đảng từ 3/1946-1/1949. Bị bắt và miễn nhiệm chức vụ tháng 8/1949                                                       |
| 31  | Alexey Kuznetsov (1905–1950)        | | Bí thư thứ hai Thành ủy Leningrad Đảng Cộng sản toàn Liên bang | Bí thư Trung ương Đảng | 3/1946-1/1949 |                              | Bí thư Trung ương Đảng từ 3/1946-1/1949. Bị bắt và miễn nhiệm chức vụ tháng 8/1949                                                       |
| 31  | Alexey Kuznetsov (1905–1950)        | Chủ nhiệm Ủy ban Nhân sự Trung ương Đảng | Bí thư thứ hai Thành ủy Leningrad Đảng Cộng sản toàn Liên bang | 4/1946-7/1948 | |                              | Bí thư Trung ương Đảng từ 3/1946-1/1949. Bị bắt và miễn nhiệm chức vụ tháng 8/1949                                                       |
| 31  | Alexey Kuznetsov (1905–1950)        | | Bí thư thứ hai Thành ủy Leningrad Đảng Cộng sản toàn Liên bang | Bí thư Cục Viễn Đông Trung ương Đảng                                                                                              | 1/1949-3/1949 |                              | Bí thư Trung ương Đảng từ 3/1946-1/1949. Bị bắt và miễn nhiệm chức vụ tháng 8/1949                                                       |
| 32  | Nikolay Kuznetsov (1902–1974)       | | Phó Chính ủy Hải quân Liên Xô | | Chính ủy Hải quân Liên Xô | 4/1939-2/1946                | |
| 33  | Grigory Kulik (1890–1950)           | | Phó Ủy viên Nhân dân Bộ Dân ủy Quốc phòng Liên Xô Phó Tổng tham mưu trưởng Hồng quân về pháo binh Tổng cục trưởng Tổng cục Pháo binh Hồng quân | | Phó Ủy viên Nhân dân Bộ Dân ủy Quốc phòng Liên Xô                                                                                     | 3/1939-2/1942                | Miễn nhiệm ủy viên Trung ương Đảng từ tháng 2/1942                                                                                       |
| 33  | Grigory Kulik (1890–1950)           | Phó Tổng tham mưu trưởng Hồng quân về pháo binh Tổng cục trưởng Tổng cục Pháo binh Hồng quân                                                                | Phó Ủy viên Nhân dân Bộ Dân ủy Quốc phòng Liên Xô Phó Tổng tham mưu trưởng Hồng quân về pháo binh Tổng cục trưởng Tổng cục Pháo binh Hồng quân | 3/1939-7/1941 | |                              | Miễn nhiệm ủy viên Trung ương Đảng từ tháng 2/1942                                                                                       |
| 34  | Maxim Litvinov (1876–1951)          | | Ủy viên Nhân dân Bộ Dân ủy Ngoại giao Liên Xô | | Ủy viên Nhân dân Bộ Dân ủy Ngoại giao Liên Xô                                                                                         | 3/1939-5/1939                | Miễn nhiệm tại Hội nghị Đảng Toàn quốc tháng 2/1941                                                                                      |
| 35  | Ivan Likhachev (1896–1956)          | | Ủy viên Nhân dân Bộ Dân ủy máy xây dựng hạng trung Liên Xô | | Giám đốc Nhà máy I. V. Stalin ở Moskva                                                                                                | 10/1941-2/1941               | Miễn nhiệm tại Hội nghị Đảng Toàn quốc tháng 2/1941                                                                                      |
| 36  | Solomon Lozovsky (1878–1952)        | | Giám đốc Nhà xuất bản Văn học Nhà nước | | Phó Ủy viên Nhân dân Bộ Dân ủy Ngoại giao Liên Xô                                                                                     | 5/1939-7/1946                | Miễn nhiệm tháng 1/1949. Tước đảng tịch                                                                                                  |
| 36  | Solomon Lozovsky (1878–1952)        | Trưởng Khoa Lịch sử Quan hệ Quốc tế và Chính sách Đối ngoại của Trường Đảng Cao cấp Liên Xô thuộc Ban Chấp hành Trung ương Đảng Cộng sản toàn Liên bang (b) | Giám đốc Nhà xuất bản Văn học Nhà nước | 1940-1/1949 | |                              | Miễn nhiệm tháng 1/1949. Tước đảng tịch                                                                                                  |
| 36  | Solomon Lozovsky (1878–1952)        | Phó Cục trưởng Cục Thông tin Xô viết thuộc Hội đồng Dân ủy Liên Xô                                                                                          | Giám đốc Nhà xuất bản Văn học Nhà nước | 6/1941-7/1946 | |                              | Miễn nhiệm tháng 1/1949. Tước đảng tịch                                                                                                  |
| 36  | Solomon Lozovsky (1878–1952)        | Cục trưởng Cục Thông tin Xô viết thuộc Hội đồng Bộ trưởng Liên Xô                                                                                           | Giám đốc Nhà xuất bản Văn học Nhà nước | 7/1946-7/1947 | |                              | Miễn nhiệm tháng 1/1949. Tước đảng tịch                                                                                                  |
| 37  | Pyotr Lyubavin (1896–1941)          | | Bí thư thứ nhất Tỉnh ủy Stalino Đảng Cộng sản Ukraine | | Bí thư thứ nhất Tỉnh ủy Stalino Đảng Cộng sản Ukraine                                                                                 | 3/1939-8/1941                | Mất khi đang tại nhiệm |
| 38  | Georgy Malenkov (1902–1988)         | | Trưởng ban Ban Chỉ đạo Cơ quan Đảng Trung ương Đảng Cộng sản toàn Liên bang | | Chủ nhiệm Ủy ban Nhân sự Trung ương Đảng Cộng sản toàn Liên bang                                                                      | 3/1939-4/1946                | Ủy viên dự khuyết Bộ Chính trị từ tháng 2/1941. Bí thư Trung ương Đảng đến tháng 5/1946, từ 7/1948. Ủy viên Bộ Chính trị từ tháng 3/1946 |
| 38  | Georgy Malenkov (1902–1988)         | | Trưởng ban Ban Chỉ đạo Cơ quan Đảng Trung ương Đảng Cộng sản toàn Liên bang | Chủ nhiệm Ủy ban khôi phục kinh tế quốc dân ở những vùng giải phóng khỏi sự chiếm đóng của phát xít thuộc Hội đồng Dân ủy Liên Xô | 8/1943-5/1945 |                              | Ủy viên dự khuyết Bộ Chính trị từ tháng 2/1941. Bí thư Trung ương Đảng đến tháng 5/1946, từ 7/1948. Ủy viên Bộ Chính trị từ tháng 3/1946 |
| 38  | Georgy Malenkov (1902–1988)         | | Trưởng ban Ban Chỉ đạo Cơ quan Đảng Trung ương Đảng Cộng sản toàn Liên bang | Phó Chủ tịch Hội đồng Dân ủy - Hội đồng Bộ trưởng Liên Xô                                                                         | 5/1944-10/1952 |                              | Ủy viên dự khuyết Bộ Chính trị từ tháng 2/1941. Bí thư Trung ương Đảng đến tháng 5/1946, từ 7/1948. Ủy viên Bộ Chính trị từ tháng 3/1946 |
| 39  | Vyacheslav Malyshev (1902–1957)     | | Ủy viên Nhân dân Bộ Dân ủy máy xây dựng hạng nặng Liên Xô | | Phó Chủ tịch Hội đồng Dân ủy Liên Xô                                                                                                  | 4/1940-5/1944                | |
| 39  | Vyacheslav Malyshev (1902–1957)     | Ủy viên Nhân dân Bộ Dân ủy máy xây dựng hạng trung Liên Xô                                                                                                  | Ủy viên Nhân dân Bộ Dân ủy máy xây dựng hạng nặng Liên Xô | 10/1940-9/1941 | |                              | |
| 39  | Vyacheslav Malyshev (1902–1957)     | Ủy viên Nhân dân Bộ Dân ủy Công nghiệp Tăng giới Liên Xô | Ủy viên Nhân dân Bộ Dân ủy máy xây dựng hạng nặng Liên Xô | 9/1941-7/1942 6/1943-10/1945 | |                              | |
| 39  | Vyacheslav Malyshev (1902–1957)     | Ủy viên Nhân dân - Bộ trưởng Bộ Kỹ thuật Giao thông vận tải Liên Xô                                                                                         | Ủy viên Nhân dân Bộ Dân ủy máy xây dựng hạng nặng Liên Xô | 10/1945-12/1947 | |                              | |
| 39  | Vyacheslav Malyshev (1902–1957)     | Phó Chủ tịch Hội đồng Bộ trưởng Liên Xô | Ủy viên Nhân dân Bộ Dân ủy máy xây dựng hạng nặng Liên Xô | 12/1947-10/1952 | |                              | |
| 39  | Vyacheslav Malyshev (1902–1957)     | Bộ trưởng Bộ Công nghiệp Đóng tàu Liên Xô | Ủy viên Nhân dân Bộ Dân ủy máy xây dựng hạng nặng Liên Xô | 1/1950-10/1952 | |                              | |
| 40  | Dmitry Manuilsky (1883–1959)        | | Bí thư Ban Chấp hành Quốc tế Cộng sản | | Phó Chủ tịch Hội đồng Dân ủy - Hội đồng Bộ trưởng Ukraine Xô Ủy viên Nhân dân - Bộ trưởng Bộ Ngoại giao Ukraine Xô                    | 7/1944-10/1952               | |
| 41  | Vsevolod Merkulov (1895–1953)       | | Phó Ủy viên Nhân dân thứ nhất Bộ Dân ủy Nội vụ Liên Xô | | Ủy viên Nhân dân Bộ Dân ủy An ninh Nhà nước Liên Xô                                                                                   | 2/1941-7/1941 4/1943-3/1946  | Từ 8/1946 chuyển thành Ủy viên dự khuyết Trung ương Đảng Cộng sản toàn Liên bang                                                         |
| 41  | Vsevolod Merkulov (1895–1953)       | Phó Ủy viên Nhân dân thứ nhất Bộ Dân ủy Nội vụ Liên Xô | Phó Ủy viên Nhân dân thứ nhất Bộ Dân ủy Nội vụ Liên Xô | 7/1941-4/1943 | |                              | Từ 8/1946 chuyển thành Ủy viên dự khuyết Trung ương Đảng Cộng sản toàn Liên bang                                                         |
| 41  | Vsevolod Merkulov (1895–1953)       | Bộ trưởng Bộ An ninh Nhà nước Liên Xô | Phó Ủy viên Nhân dân thứ nhất Bộ Dân ủy Nội vụ Liên Xô | 3/1946-4/1946 | |                              | Từ 8/1946 chuyển thành Ủy viên dự khuyết Trung ương Đảng Cộng sản toàn Liên bang                                                         |
| 42  | Fedor Merkulov (1900–1956)          | | Ủy viên Nhân dân Bộ Dân ủy Luyện kim đen Liên Xô | | Phó Ủy viên Nhân dân Bộ Dân ủy Luyện kim đen Liên Xô                                                                                  | 5/1940-2/1941                | Miễn nhiệm tại Hội nghị Đảng Toàn quốc                                                                                                   |
| 43  | Lev Mekhlis (1889–1953)             | | Phó Ủy viên Nhân dân Bộ Dân ủy Quốc phòng Liên Xô Chủ nhiệm Tổng cục Chính trị Hồng quân Liên Xô | | Phó Chủ tịch Hôi đồng Dân ủy - Hội đồng Bộ trưởng Liên Xô Ủy viên Nhân dân - Bộ trưởng Bộ Kiểm tra Nhà nước                           | 9/1940-10/1950               | Nghỉ hưu |
| 44  | Anastas Mikoyan (1895–1978)         | | Phó Chủ tịch Hội đồng Dân ủy Liên Xô Ủy viên Nhân dân Bộ Dân ủy Ngoại thương Liên Xô | | Phó Chủ tịch Hội đồng Bộ trưởng Liên Xô                                                                                               | 3/1946-10/1952               | |
| 44  | Anastas Mikoyan (1895–1978)         | Bộ trưởng Bộ Ngoại thương Liên Xô | Phó Chủ tịch Hội đồng Dân ủy Liên Xô Ủy viên Nhân dân Bộ Dân ủy Ngoại thương Liên Xô | 3/1946-3/1949 | |                              | |
| 45  | Mark Mitin (1901–1987)              | | Giám đốc Viện Marx-Engels-Lenin Trung ương Đảng | | Bí thư chấp hành Ban biên tập các tạp chí Bolshevik                                                                                   | 1944-1950                    | |
| 45  | Mark Mitin (1901–1987)              | Tổng biên tập báo "Vì hòa bình lâu dài, vì dân chủ nhân dân"                                                                                                | Giám đốc Viện Marx-Engels-Lenin Trung ương Đảng | 1950-10/1952 | |                              | |
| 46  | Nikolay Mikhailov (1906–1982)       | | Bí thư thứ nhất Trung ương Đoàn Komsomol | | Bí thư thứ nhất Trung ương Đoàn Komsomol                                                                                              | 3/1939-10/1952               | |
| 47  | Vyacheslav Molotov (1890–1986)      | | Chủ tịch Hội đồng Dân ủy Liên Xô | | Phó Chủ tịch Hội đồng Dân ủy Liên Xô                                                                                                  | 6/1941-8/1942                | |
| 47  | Vyacheslav Molotov (1890–1986)      | Ủy viên Nhân dân - Bộ trưởng Bộ Ngoại giao Liên Xô | Chủ tịch Hội đồng Dân ủy Liên Xô | 5/1939-3/1949 | |                              | |
| 47  | Vyacheslav Molotov (1890–1986)      | Phó Chủ tịch thứ nhất Hội đồng Dân ủy - Hội đồng Bộ trưởng Liên Xô                                                                                          | Chủ tịch Hội đồng Dân ủy Liên Xô | 8/1942-10/1952 | |                              | |
| 48  | Vladimir Niktin (1907–1959)         | | Bí thư thứ nhất Tỉnh ủy Voronezh Đảng Cộng sản toàn Liên bang | | Bí thư thứ nhất Tỉnh ủy Kuibyshev Đảng Cộng sản toàn Liên bang                                                                        | 1/1942-3/1943                | Nghỉ chữa bệnh từ 3-7/1943 |
| 48  | Vladimir Niktin (1907–1959)         | Bí thư Tỉnh ủy Tatar Đảng Cộng sản toàn Liên bang | Bí thư thứ nhất Tỉnh ủy Voronezh Đảng Cộng sản toàn Liên bang | 7/1943-12/1944 | |                              | Nghỉ chữa bệnh từ 3-7/1943 |
| 48  | Vladimir Niktin (1907–1959)         | Phó Chủ nhiệm Ủy ban Nhân sự Trung ương Đảng Cộng sản toàn Liên bang                                                                                        | Bí thư thứ nhất Tỉnh ủy Voronezh Đảng Cộng sản toàn Liên bang | 11/1944-7/1948 | |                              | Nghỉ chữa bệnh từ 3-7/1943 |
| 48  | Vladimir Niktin (1907–1959)         | Thanh tra Trung ương Đảng Cộng sản toàn Liên bang | Bí thư thứ nhất Tỉnh ủy Voronezh Đảng Cộng sản toàn Liên bang | 7/1948-10/1952 | |                              | Nghỉ chữa bệnh từ 3-7/1943 |
| 49  | Klavdiya Nikolayeva (1893–1944)     | | Ủy viên Đoàn Chủ tịch Hội đồng Trung ương các công đoàn toàn Liên xô Thư ký Hội đồng Trung ương các công đoàn toàn Liên xô | | Ủy viên Đoàn Chủ tịch Hội đồng Trung ương các công đoàn toàn Liên xô Thư ký Hội đồng Trung ương các công đoàn toàn Liên xô            | 3/1939-12/1944               | Mất khi đang tại nhiệm |
| 50  | Nikolai Pegov (1905–1991)           | | Bí thư thứ nhất Tỉnh ủy Primorsky và Thành ủy Vladivostok Đảng Cộng sản toàn Liên bang | | Phó vụ trưởng Vụ Kiểm tra cơ quan Đảng Ủy ban Kiểm tra Trung ương Đảng Cộng sản toàn Liên bang                                        | 2/1948-7/1948                | |
| 50  | Nikolai Pegov (1905–1991)           | Trưởng ban Công nghiệp nhẹ Trung ương Đảng | Bí thư thứ nhất Tỉnh ủy Primorsky và Thành ủy Vladivostok Đảng Cộng sản toàn Liên bang | 7/1948-2/1952 | |                              | |
| 50  | Nikolai Pegov (1905–1991)           | Ban Cơ quan Đảng, Công đoàn và Đoàn Thanh niên Trung ương Đảng                                                                                              | Bí thư thứ nhất Tỉnh ủy Primorsky và Thành ủy Vladivostok Đảng Cộng sản toàn Liên bang | 2/1952-10/1952 | |                              | |
| 51  | Mikhail Pervukhin (1904–1978)       | | Ủy viên Nhân dân Bộ Dân ủy Nhà máy điện và năng lượng điện Liên Xô | | Phó Chủ tịch Hội đồng Dân ủy Liên Xô                                                                                                  | 4/1940-5/1944                | |
| 51  | Mikhail Pervukhin (1904–1978)       | Ủy viên Nhân dân - Bộ trưởng Bộ Công nghiệp hóa chất Liên Xô                                                                                                | Ủy viên Nhân dân Bộ Dân ủy Nhà máy điện và năng lượng điện Liên Xô | 2/1942-1/1950 | |                              | |
| 51  | Mikhail Pervukhin (1904–1978)       | Phó Chủ tịch Hội đồng Bộ trưởng Liên Xô | Ủy viên Nhân dân Bộ Dân ủy Nhà máy điện và năng lượng điện Liên Xô | 1/1950-10/1952 | |                              | |
| 52  | Panteleimon Ponomarenko (1902–1984) | | Bí thư thứ nhất Trung ương Đảng Cộng sản Belarus | | Bí thư thứ nhất Trung ương Đảng Cộng sản Belarus                                                                                      | 3/1939-3/1947                | Bàu bổ sung Bí thư Trung ương Đảng Cộng sản toàn Liên bang từ 7/1947                                                                     |
| 52  | Panteleimon Ponomarenko (1902–1984) | Chủ tịch Hội đồng Bộ trưởng Belarus Xô | Bí thư thứ nhất Trung ương Đảng Cộng sản Belarus | 2/1947-3/1948 | |                              | Bàu bổ sung Bí thư Trung ương Đảng Cộng sản toàn Liên bang từ 7/1947                                                                     |
| 52  | Panteleimon Ponomarenko (1902–1984) | | Bí thư thứ nhất Trung ương Đảng Cộng sản Belarus | Bí thư Trung ương Đảng Cộng sản toàn Liên bang                                                                                    | 7/1948-10/1952 |                              | Bàu bổ sung Bí thư Trung ương Đảng Cộng sản toàn Liên bang từ 7/1947                                                                     |
| 53  | Alexander Poskrebyshev (1891–1965)  | | Trưởng ban Ban Đặc biệt Trung ương Đảng Cộng sản toàn Liên bang | | Trưởng ban Ban Đặc biệt Trung ương Đảng Cộng sản toàn Liên bang                                                                       | 3/1939-10/1952               | |
| 54  | Pyotr Pospelov (1898–1979)          | | Phó Chủ nhiệm thứ nhất Ủy ban Tuyên giáo và Cổ động Trung ương Đảng Cộng sản toàn Liên bang | | Tổng biên tập báo "Pravda" | 5/1940-7/1949                | |
| 54  | Pyotr Pospelov (1898–1979)          | Giám đốc Viện Mác-Ăngen-Lênin Trung ương Đảng Cộng sản toàn Liên bang                                                                                       | Phó Chủ nhiệm thứ nhất Ủy ban Tuyên giáo và Cổ động Trung ương Đảng Cộng sản toàn Liên bang | 7/1949-7/1952 | |                              | |
| 54  | Pyotr Pospelov (1898–1979)          | Phó tổng biên tập báo "Pravda" | Phó Chủ nhiệm thứ nhất Ủy ban Tuyên giáo và Cổ động Trung ương Đảng Cộng sản toàn Liên bang | 7/1952-10/1952 | |                              | |
| 55  | Vladimir Potemkin (1874–1946)       | | Phó Ủy viên Nhân dân thứ nhất Bộ Dân ủy Ngoại giao Liên Xô | | Ủy viên Nhân dân Bộ Dân ủy Giáo dục Nga Xô                                                                                            | 2/1940-2/1946                | Mất khi đang tại nhiệm |
| 56  | Ivan Rogov (1899–1949)              | | Phó Chính ủy Quân chủng Hải quân Liên Xô | | Phó Tư lệnh Quân khu Baltic | 8/1946-1/1949                | Mất khi đang tại nhiệm |
| 57  | Ivan Sedin (1906–1972)              | | Bí thư thứ nhất Tỉnh ủy Ivanovo Đảng Cộng sản toàn Liên bang | | Phó Ủy viên Nhân dân Bộ Dân ủy Dầu mỏ Liên Xô                                                                                         | 10/1939-7/1940               | Tháng 10/1949, bị bẳt kết án 8 tháng cải tạo lao động do tội danh lạm dụng chức vụ                                                       |
| 57  | Ivan Sedin (1906–1972)              | Ủy viên Nhân dân Bộ Dân ủy Dầu mỏ Liên Xô | Bí thư thứ nhất Tỉnh ủy Ivanovo Đảng Cộng sản toàn Liên bang | 7/1940-11/1944 | |                              | Tháng 10/1949, bị bẳt kết án 8 tháng cải tạo lao động do tội danh lạm dụng chức vụ                                                       |
| 57  | Ivan Sedin (1906–1972)              | Ủy viên Nhân dân - Bộ trưởng Bộ Công nghiệp Dệt may Liên Xô                                                                                                 | Bí thư thứ nhất Tỉnh ủy Ivanovo Đảng Cộng sản toàn Liên bang | 5/1945-12/1948 | |                              | Tháng 10/1949, bị bẳt kết án 8 tháng cải tạo lao động do tội danh lạm dụng chức vụ                                                       |
| 57  | Ivan Sedin (1906–1972)              | Thứ trưởng Bộ Công nghiệp nhẹ Liên Xô | Bí thư thứ nhất Tỉnh ủy Ivanovo Đảng Cộng sản toàn Liên bang | 12/1948-10/1949 | |                              | Tháng 10/1949, bị bẳt kết án 8 tháng cải tạo lao động do tội danh lạm dụng chức vụ                                                       |
| 57  | Ivan Sedin (1906–1972)              | Giám đốc Nhà máy Nhựa Karacharovsk (Moskva) | Bí thư thứ nhất Tỉnh ủy Ivanovo Đảng Cộng sản toàn Liên bang | 10/1949-10/1950 | |                              | Tháng 10/1949, bị bẳt kết án 8 tháng cải tạo lao động do tội danh lạm dụng chức vụ                                                       |
| 57  | Ivan Sedin (1906–1972)              | Giám đốc Nhà máy Hóa chất Dorogomilovsky được đặt tên của M.V. Frunze (Moscow)                                                                              | Bí thư thứ nhất Tỉnh ủy Ivanovo Đảng Cộng sản toàn Liên bang | 10/1950-10/1952 | |                              | Tháng 10/1949, bị bẳt kết án 8 tháng cải tạo lao động do tội danh lạm dụng chức vụ                                                       |
| 58  | Nikolay Skvortsov (1899–1974)       | | Bí thư thứ nhất Đảng Cộng sản Kazakhstan | | Bí thư thứ nhất Đảng Cộng sản Kazakhstan                                                                                              | 3/1939-7/1945                | |
| 58  | Nikolay Skvortsov (1899–1974)       | Ủy viên Nhân dân - Bộ trưởng Bộ Cây Công nghiệp Liên Xô | Bí thư thứ nhất Đảng Cộng sản Kazakhstan | 11/1945-2/1947 | |                              | |
| 58  | Nikolay Skvortsov (1899–1974)       | Bộ trưởng Bộ Nông trường quốc doanh Liên Xô | Bí thư thứ nhất Đảng Cộng sản Kazakhstan | 2/1947-10/1952 | |                              | |
| 59  | Joseph Stalin (1878–1953)           | | Ủy viên Đoàn Chủ tịch Ban Chấp hành Quốc tế Cộng sản | | Chủ tịch Hội đồng Dân ủy - Hội đồng Bộ trưởng Liên Xô                                                                                 | 5/1941-10/1952               | |
| 59  | Joseph Stalin (1878–1953)           | | Ủy viên Đoàn Chủ tịch Ban Chấp hành Quốc tế Cộng sản | | Chủ tịch Ủy ban Quốc phòng Nhà nước Liên Xô                                                                                           | 6/1941-9/1945                | |
| 60  | Ivan Tevosian (1902–1958)           | | Ủy viên Nhân dân Bộ Dân ủy Công nghiệp Đóng tàu Liên Xô | | Ủy viên Nhân dân - Bộ trưởng Bộ Luyện kim đen Liên Xô                                                                                 | 5/1940-7/1948                | |
| 60  | Ivan Tevosian (1902–1958)           | Bộ trưởng Bộ Công nghiệp Luyện kim Liên Xô | Ủy viên Nhân dân Bộ Dân ủy Công nghiệp Đóng tàu Liên Xô | 7/1948-10/1952 | |                              | |
| 60  | Ivan Tevosian (1902–1958)           | Phó Chủ tịch Hội đồng Bộ trưởng Liên Xô | Ủy viên Nhân dân Bộ Dân ủy Công nghiệp Đóng tàu Liên Xô | 6/1949-10/1952 | |                              | |
| 61  | Semyon Timoshenko (1895–1970)       | | Tư lệnh Quân khu Kiev | | Ủy viên Nhân dân Bộ Dân ủy Quốc phòng Liên Xô                                                                                         | 5/1940-7/1941                | |
| 61  | Semyon Timoshenko (1895–1970)       | Phó Ủy viên Nhân dân Bộ Dân ủy Quốc phòng Liên Xô | Tư lệnh Quân khu Kiev | 7/1941-5/1943 | |                              | |
| 61  | Semyon Timoshenko (1895–1970)       | Ủy viên Đại bản doanh Bộ Tư lệnh tối cao Liên Xô | Tư lệnh Quân khu Kiev | 1943-1945 | |                              | |
| 61  | Semyon Timoshenko (1895–1970)       | Tư lệnh Quân khu Baranovichi | Tư lệnh Quân khu Kiev | 1945-3/1946 | |                              | |
| 61  | Semyon Timoshenko (1895–1970)       | Tư lệnh Quân khu Belaruss | Tư lệnh Quân khu Kiev | 3/1946-6/1946 | |                              | |
| 61  | Semyon Timoshenko (1895–1970)       | Tư lệnh Quân khu Nam Urals | Tư lệnh Quân khu Kiev | 6/1946-3/1949 | |                              | |
| 61  | Semyon Timoshenko (1895–1970)       | Tư lệnh Quân khu Belaruss | Tư lệnh Quân khu Kiev | 3/1949-10/1952 | |                              | |
| 62  | Alexander Fadeyev (1901–1956)       | | Bí thư Đoàn Chủ tịch Hội Nhà văn Liên Xô | | Tổng thư ký Hội liên hiệp các nhà văn Liên Xô                                                                                         | 2/1946-10/1952               | |
| 63  | Nikita Khrushchev (1894–1971)       | | Bí thư thứ nhất Trung ương Đảng Cộng sản Ukraine Bí thư thứ nhất Tỉnh ủy và Thành ủy Kiev Đảng Cộng sản Ukraine | | Bí thư thứ nhất Trung ương Đảng Cộng sản Ukraine Bí thư thứ nhất Tỉnh ủy và Thành ủy Kiev Đảng Cộng sản Ukraine                       | 3/1939-3/1947                | Từ 12/1949 là Bí thư Trung ương Đảng Cộng sản toàn Liên bang                                                                             |
| 63  | Nikita Khrushchev (1894–1971)       | Chủ tịch Hội đồng Dân ủy - Hội đồng Bộ trưởng Ukraine Xô | Bí thư thứ nhất Trung ương Đảng Cộng sản Ukraine Bí thư thứ nhất Tỉnh ủy và Thành ủy Kiev Đảng Cộng sản Ukraine | 2/1944-12/1947 | |                              | Từ 12/1949 là Bí thư Trung ương Đảng Cộng sản toàn Liên bang                                                                             |
| 63  | Nikita Khrushchev (1894–1971)       | Bí thư thứ nhất Trung ương Đảng Cộng sản Ukraine | Bí thư thứ nhất Trung ương Đảng Cộng sản Ukraine Bí thư thứ nhất Tỉnh ủy và Thành ủy Kiev Đảng Cộng sản Ukraine | 12/1947-12/1949 | |                              | Từ 12/1949 là Bí thư Trung ương Đảng Cộng sản toàn Liên bang                                                                             |
| 63  | Nikita Khrushchev (1894–1971)       | | Bí thư thứ nhất Trung ương Đảng Cộng sản Ukraine Bí thư thứ nhất Tỉnh ủy và Thành ủy Kiev Đảng Cộng sản Ukraine | Bí thư thứ nhất Tỉnh ủy Moskva Đảng Cộng sản toàn Liên bang                                                                       | 12/1949-10/1952 |                              | Từ 12/1949 là Bí thư Trung ương Đảng Cộng sản toàn Liên bang                                                                             |
| 63  | Nikita Khrushchev (1894–1971)       | Bí thư thứ nhất Thành ủy Moskva Đảng Cộng sản toàn Liên bang                                                                                                | Bí thư thứ nhất Trung ương Đảng Cộng sản Ukraine Bí thư thứ nhất Tỉnh ủy và Thành ủy Kiev Đảng Cộng sản Ukraine | 12/1949-1/1950 | |                              | Từ 12/1949 là Bí thư Trung ương Đảng Cộng sản toàn Liên bang                                                                             |
| 64  | Alexei Shakurin (1904–1975)         | | Bí thư thứ nhất Tỉnh ủy Gorky Đảng Cộng sản toàn Liên bang | | Ủy viên Nhân dân Bộ Dân ủy Công nghiệp Hàng không Liên Xô                                                                             | 1/1940-1/1946                | Bị bắt 4/1946,miễn nhiệm ủy viên Trung ương từ 2/1947                                                                                    |
| 64  | Alexei Shakurin (1904–1975)         | Phó Chủ tịch Hội đồng Bộ trưởng Nga Xô | Bí thư thứ nhất Tỉnh ủy Gorky Đảng Cộng sản toàn Liên bang | 1/1946-4/1946 | |                              | Bị bắt 4/1946,miễn nhiệm ủy viên Trung ương từ 2/1947                                                                                    |
| 65  | Nikolay Shvernik (1888–1970)        | | Chủ tịch Xô viết Quốc gia Xô viết Tối cao Liên Xô Bí thư thứ nhất Hội đồng Trung ương các công đoàn toàn Liên Xô | | Chủ tịch Xô viết Quốc gia Xô viết Tối cao Liên Xô                                                                                     | 3/1939-3/1946                | |
| 65  | Nikolay Shvernik (1888–1970)        | Bí thư thứ nhất Hội đồng Trung ương các công đoàn toàn Liên Xô                                                                                              | Chủ tịch Xô viết Quốc gia Xô viết Tối cao Liên Xô Bí thư thứ nhất Hội đồng Trung ương các công đoàn toàn Liên Xô | 3/1939-3/1944 | |                              | |
| 65  | Nikolay Shvernik (1888–1970)        | Phó Chủ tịch thứ nhất Đoàn Chủ tịch Xô Viết Tối cao Liên Xô                                                                                                 | Chủ tịch Xô viết Quốc gia Xô viết Tối cao Liên Xô Bí thư thứ nhất Hội đồng Trung ương các công đoàn toàn Liên Xô | 2/1944-3/1946 | |                              | |
| 65  | Nikolay Shvernik (1888–1970)        | Chủ tịch Đoàn Chủ tịch Xô Viết Tối cao Nga Xô | Chủ tịch Xô viết Quốc gia Xô viết Tối cao Liên Xô Bí thư thứ nhất Hội đồng Trung ương các công đoàn toàn Liên Xô | 3/1944-6/1946 | |                              | |
| 65  | Nikolay Shvernik (1888–1970)        | Chủ tịch Đoàn Chủ tịch Xô Viết tối cao Liên Xô | Chủ tịch Xô viết Quốc gia Xô viết Tối cao Liên Xô Bí thư thứ nhất Hội đồng Trung ương các công đoàn toàn Liên Xô | 3/1946-10/1952 | |                              | |
| 66  | Matvei Shkiryatov (1883–1954)       | | Ủy viên Ủy ban Kiểm tra Cơ quan Đảng Trung ương Đảng Cộng sản toàn Liên bang | | Phó Chủ nhiệm Ủy ban Kiểm tra Cơ quan Đảng Trung ương Đảng toàn Liên bang                                                             | 3/1939-10/1952               | |
| 67  | Grigori Shtern (1900–1941)          | | Tư lệnh Quân khu Viễn Đông | | Tư lệnh Phương diện quân Viễn Đông | 7/1940-1/1941                | Bị bắt miễn nhiệm chức vụ tháng 6/1941                                                                                                   |
| 67  | Grigori Shtern (1900–1941)          | Cục trưởng Cục Phòng không thuộc Bộ Quốc phòng Liên Xô | Tư lệnh Quân khu Viễn Đông | 1/1941-6/1941 | |                              | Bị bắt miễn nhiệm chức vụ tháng 6/1941                                                                                                   |
| 68  | Yefim Shchadenko (1885–1951)        | | Phó Ủy viên Nhân dân Bộ Dân ủy Quốc phòng Liên Xô | | Tổng cục trưởng Tổng cục thành lập và điều phối Quân đội Hồng quân                                                                    | 2/1941-2/1941                | Hội nghị Đảng Toàn quốc bầu làm ủy viên dự khuyết Trung ương Đảng                                                                        |
| 69  | Alexander Shcherbakov (1901–1945)   | | Bí thư thứ nhất Tỉnh ủy Moskva Đảng Cộng sản toàn Liên bang | | Bí thư thứ nhất Tỉnh ủy Moskva Đảng Cộng sản toàn Liên bang                                                                           | 3/1939-5/1945                | Ủy viên dự khuyết Bộ Chính trị từ tháng 2/1941. Bí thư Trung ương Đảng từ tháng 5/1941. Mất khi đang tại nhiệm                           |
| 69  | Alexander Shcherbakov (1901–1945)   | | Bí thư thứ nhất Tỉnh ủy Moskva Đảng Cộng sản toàn Liên bang | Cục trưởng Cục Thông tin Liên Xô                                                                                                  | 5/1942-5/1945 |                              | Ủy viên dự khuyết Bộ Chính trị từ tháng 2/1941. Bí thư Trung ương Đảng từ tháng 5/1941. Mất khi đang tại nhiệm                           |
| 69  | Alexander Shcherbakov (1901–1945)   | Chủ nhiệm Tổng cục chính trị Hồng quân | Bí thư thứ nhất Tỉnh ủy Moskva Đảng Cộng sản toàn Liên bang | 6/1942-5/1945 | |                              | Ủy viên dự khuyết Bộ Chính trị từ tháng 2/1941. Bí thư Trung ương Đảng từ tháng 5/1941. Mất khi đang tại nhiệm                           |
| 69  | Alexander Shcherbakov (1901–1945)   | | Bí thư thứ nhất Tỉnh ủy Moskva Đảng Cộng sản toàn Liên bang | Phó Ủy viên Nhân dân Bộ Dân ủy Quốc phòng Liên Xô                                                                                 | 6/1942-5/1943 |                              | Ủy viên dự khuyết Bộ Chính trị từ tháng 2/1941. Bí thư Trung ương Đảng từ tháng 5/1941. Mất khi đang tại nhiệm                           |
| 70  | Yusupov Usman (1901–1966)           | | Chủ tịch Xô Viết tối cao Uzbekistan Xô | | Bộ trưởng Bộ trưởng Bông Liên Xô | 4/1950-10/1952               | |
| 71  | Yemelyan Yaroslavsky (1878–1943)    | | Trưởng Khoa Lịch sử Đảng Cộng sản toàn Liên bang thuộc Trường Đảng Cao cấp Trung ương Đảng Cộng sản toàn Liên bang | | Trưởng Khoa Lịch sử Đảng Cộng sản toàn Liên bang thuộc Trường Đảng Cao cấp Trung ương Đảng Cộng sản toàn Liên bang                    | 3/1939-12/1943               | Mất khi đang tại nhiệm |

## Ủy viên dự khuyết Trung ương
- Ủy viên Trung ương Đảng
- Ủy viên Dự khuyết Trung ương Đảng

| STT | Họ tên (sinh-mất)                 | Chức vụ khi được bầu                                                                  | Chức vụ khi được bầu                                                                | Chức vụ        | Chức vụ                                                                                          | Chức vụ         | Ghi chú                  |
| STT | Họ tên (sinh-mất)                 | Chức vụ khi được bầu                                                                  | Chức vụ khi được bầu                                                                | Chức vụ        | Chức vụ                                                                                          | Nhiệm kỳ        | Ghi chú                  |
| --- | --------------------------------- | ------------------------------------------------------------------------------------- | ----------------------------------------------------------------------------------- | -------------- | ------------------------------------------------------------------------------------------------ | --------------- | ------------------------ |
| 1   | Alexander Alemasov (1902–1972)    |                                                                                       | Bí thư thứ nhất Tỉnh ủy Tatar Đảng Cộng sản toàn Liên bang                          |                | Bí thư thứ nhất Thành ủy Leninsk-Kuznetsk thuộc Tỉnh ủy Novosibirsk Đảng Cộng sản toàn Liên bang | 3/1942-1/1943   | Nghỉ hưu từ tháng 1/1948 |
| 1   | Alexander Alemasov (1902–1972)    | Trưởng phòng chính trị của Sở đất đai tỉnh Novosibirsk                                | Bí thư thứ nhất Tỉnh ủy Tatar Đảng Cộng sản toàn Liên bang                          | 1-5/1943       |                                                                                                  |                 | Nghỉ hưu từ tháng 1/1948 |
| 1   | Alexander Alemasov (1902–1972)    | Bí thư thứ nhất Thành ủy Tomsk thuộc Tỉnh ủy Novosibirsk Đảng Cộng sản toàn Liên bang | Bí thư thứ nhất Tỉnh ủy Tatar Đảng Cộng sản toàn Liên bang                          | 6/1943-5/1944  |                                                                                                  |                 | Nghỉ hưu từ tháng 1/1948 |
| 1   | Alexander Alemasov (1902–1972)    | Bí thư thứ nhất Thành ủy Kremenchug thuộc Tỉnh ủy Poltava Đảng Cộng sản Ukraine       | Bí thư thứ nhất Tỉnh ủy Tatar Đảng Cộng sản toàn Liên bang                          | 9/1945-1/1948  |                                                                                                  |                 | Nghỉ hưu từ tháng 1/1948 |
| 2   | Dmitry Antonov (1896–1992)        |                                                                                       | Bí thư thứ nhất Tỉnh ủy Chelyabinsk Đảng Cộng sản toàn Liên bang                    |                | Trưởng ban Thanh tra Kỹ thuật Khai thác Nhà nước thuộc Bộ Dân ủy Công nghiệp Than Liên Xô        | 2/1940-2/1941   |                          |
| 3   | Grigory Arutyunov (1900–1957)     |                                                                                       | Bí thư thứ nhất Trung ương Đảng Cộng sản Armenia                                    |                | Bí thư thứ nhất Trung ương Đảng Cộng sản Armenia                                                 | 3/1939-10/1952  |                          |
| 4   | Sergei Bagaev (1902–1977)         |                                                                                       | Phó Ủy viên Nhân dân thứ nhất Bộ Dân ủy Giao thông vận tải Liên Xô                  |                | Ủy viên Hội đồng Quân sự Mặt trận Leningrad                                                      | 1941-1942       |                          |
| 4   | Sergei Bagaev (1902–1977)         | Phó Ủy viên Nhân dân Bộ Dân ủy Giao thông vận tải Liên Xô                             | Phó Ủy viên Nhân dân thứ nhất Bộ Dân ủy Giao thông vận tải Liên Xô                  | 1942-1944      |                                                                                                  |                 |                          |
| 4   | Sergei Bagaev (1902–1977)         | Trưởng ban đường sắt Sverdlovsk                                                       | Phó Ủy viên Nhân dân thứ nhất Bộ Dân ủy Giao thông vận tải Liên Xô                  | 1944-1948      |                                                                                                  |                 |                          |
| 4   | Sergei Bagaev (1902–1977)         | Trưởng ban đường sắt Trung tâm                                                        | Phó Ủy viên Nhân dân thứ nhất Bộ Dân ủy Giao thông vận tải Liên Xô                  | 1948-1950      |                                                                                                  |                 |                          |
| 4   | Sergei Bagaev (1902–1977)         | Trưởng ban đường sắt Moskva-Ryazan                                                    | Phó Ủy viên Nhân dân thứ nhất Bộ Dân ủy Giao thông vận tải Liên Xô                  | 1950-10/1952   |                                                                                                  |                 |                          |
| 5   | Valerian Bakradze (1901–1971)     |                                                                                       | Chủ tịch Hội đồng Dân ủy Gruzia Xô                                                  |                | Phó Chủ tịch Hội đồng Bộ trưởng Gruzia Xô                                                        | 12/1946-4/1952  |                          |
| 5   | Valerian Bakradze (1901–1971)     | Phó Chủ tịch thứ nhất Hội đồng Bộ trưởng Gruzia Xô                                    | Chủ tịch Hội đồng Dân ủy Gruzia Xô                                                  | 4/1952-10/1952 |                                                                                                  |                 |                          |
| 6   | Nikolai Biryukov (1901–1980)      |                                                                                       | Ủy viên Hội đồng Quân sự Lục quân số 2                                              |                | Ủy viên Hội đồng Quân sự Tập đoàn quân số 1                                                      | 8/1939-1940     |                          |
| 6   | Nikolai Biryukov (1901–1980)      | Ủy viên Hội đồng Quân sự Mặt trận Viễn Đông                                           | Ủy viên Hội đồng Quân sự Lục quân số 2                                              | 1940-2/1941    |                                                                                                  |                 |                          |
| 7   | Ivan Boytsov (1896–1988)          |                                                                                       | Bí thư thứ nhất Tỉnh ủy Kalinin Đảng Cộng sản toàn Liên bang                        |                | Bí thư thứ nhất Tỉnh ủy Stavropol Đảng Cộng sản toàn Liên bang                                   | 12/1946-10/1952 |                          |
| 8   | Gavrii Veynberg (1891–1946)       |                                                                                       | Tổng cục trưởng Tổng cục Công nghiệp mì ống Bộ Dân ủy Công nghiệp Thực phẩm Liên Xô |                | Tổng cục trưởng Tổng cục Công nghiệp mì ống Bộ Dân ủy Công nghiệp Thực phẩm Liên Xô              | 3/1939-2/1941   |                          |
| 9   | Ivan Vlasov (1903–1969)           |                                                                                       | Bí thư thứ nhất Tỉnh ủy Saratov Đảng Cộng sản toàn Liên bang                        |                | Chủ tịch Ủy ban chấp hành Xô viết tỉnh Saratov                                                   | 7/1942-4/1943   |                          |
| 9   | Ivan Vlasov (1903–1969)           | Quyền Chủ tịch Đoàn Chủ tịch Xô viết Tối cao Nga Xô                                   | Bí thư thứ nhất Tỉnh ủy Saratov Đảng Cộng sản toàn Liên bang                        | 4/1943-3/1944  |                                                                                                  |                 |                          |
| 9   | Ivan Vlasov (1903–1969)           | Phó Chủ tịch thứ nhất Đoàn Chủ tịch Xô viết Tối cao Nga Xô                            | Bí thư thứ nhất Tỉnh ủy Saratov Đảng Cộng sản toàn Liên bang                        | 3/1944-6/1946  |                                                                                                  |                 |                          |
| 9   | Ivan Vlasov (1903–1969)           | Chủ tịch Đoàn Chủ tịch Xô viết Tối cao Nga Xô                                         | Bí thư thứ nhất Tỉnh ủy Saratov Đảng Cộng sản toàn Liên bang                        | 6/1946-7/1950  |                                                                                                  |                 |                          |
| 9   | Ivan Vlasov (1903–1969)           | Viện trưởng Viện Nghiên cứu Khoa học Nông nghiệp Bộ Nông nghiệp Liên Xô               | Bí thư thứ nhất Tỉnh ủy Saratov Đảng Cộng sản toàn Liên bang                        | 7/1950-10/1952 |                                                                                                  |                 |                          |
| 10  | Mikhail Gvishiani (1905–1966)     |                                                                                       | Giám đốc NVKD tỉnh Primorsky                                                        |                | Giám đốc NKGB (Bộ Dân ủy An ninh Quốc gia) tỉnh Primorsky                                        | 2/1941-7/1941   |                          |
| 10  | Mikhail Gvishiani (1905–1966)     | Giám đốc NVKD tỉnh Primorsky                                                          | Giám đốc NVKD tỉnh Primorsky                                                        | 7/1941-7/1943  |                                                                                                  |                 |                          |
| 10  | Mikhail Gvishiani (1905–1966)     | Giám đốc NKGB - MGB (Bộ An ninh Quốc gia) tỉnh Primorsky                              | Giám đốc NVKD tỉnh Primorsky                                                        | 7/1943-2/1950  |                                                                                                  |                 |                          |
| 10  | Mikhail Gvishiani (1905–1966)     | Giám đốc MGB tỉnh Kuibyshev                                                           | Giám đốc NVKD tỉnh Primorsky                                                        | 2/1950-10/1952 |                                                                                                  |                 |                          |
|     | Sergo Goglidze (1901–1953)        |                                                                                       |                                                                                     |                |                                                                                                  | 3/1939-10/1952  |                          |
|     | Aleksandr Gorkin (1897–1988)      |                                                                                       |                                                                                     |                |                                                                                                  | 3/1939-10/1952  |                          |
|     | Grigory Gromov (1903–1973)        |                                                                                       |                                                                                     |                |                                                                                                  | 3/1939-10/1952  |                          |
|     | Nikolai Gusarov (1905–1985)       |                                                                                       |                                                                                     |                |                                                                                                  | 3/1939-10/1952  |                          |
|     | Vladimir Dekanozov (1898–1953)    |                                                                                       |                                                                                     |                |                                                                                                  | 3/1939-10/1952  |                          |
|     | Mikhail Denisov (1902–1973)       |                                                                                       |                                                                                     |                |                                                                                                  | 3/1939-10/1952  |                          |
|     | Pavel Doronin (1909–1976)         |                                                                                       |                                                                                     |                |                                                                                                  | 3/1939-10/1952  |                          |
|     | Alexander Dubrovsky (1900–)       |                                                                                       |                                                                                     |                |                                                                                                  | 3/1939-10/1952  |                          |
|     | Vasily Zhavoronkov (1906–1987)    |                                                                                       |                                                                                     |                |                                                                                                  | 3/1939-10/1952  |                          |
|     | Polina Zhemchuzhina (1897–1970)   |                                                                                       |                                                                                     |                |                                                                                                  | 3/1939-10/1952  |                          |
|     | Viktor Zhuravlev (1902–1946)      |                                                                                       |                                                                                     |                |                                                                                                  | 3/1939-10/1952  |                          |
|     | Vasily Zotov (1899–1977)          |                                                                                       |                                                                                     |                |                                                                                                  | 3/1939-10/1952  |                          |
|     | Nikolai Ignatov (1901–1966)       |                                                                                       |                                                                                     |                |                                                                                                  | 3/1939-10/1952  |                          |
|     | Sergei Ignatiev (1902–1984)       |                                                                                       |                                                                                     |                |                                                                                                  | 3/1939-10/1952  |                          |
|     | Avak Iskanderov (1902–1941)       |                                                                                       |                                                                                     |                |                                                                                                  | 3/1939-10/1952  |                          |
|     | Konstantin Kartashov (1904–1959)  |                                                                                       |                                                                                     |                |                                                                                                  | 3/1939-10/1952  |                          |
|     | Sergey Kaftanov (1905–1978)       |                                                                                       |                                                                                     |                |                                                                                                  | 3/1939-10/1952  |                          |
|     | Kirill Kachalin (1904–)           |                                                                                       |                                                                                     |                |                                                                                                  | 3/1939-10/1952  |                          |
|     | Bogdan Kobulov (1904–1953)        |                                                                                       |                                                                                     |                |                                                                                                  | 3/1939-10/1952  |                          |
|     | Mikhail Kovalyov (1897–1967)      |                                                                                       |                                                                                     |                |                                                                                                  | 3/1939-10/1952  |                          |
|     | Anatoly Kolybanov (1904–1978)     |                                                                                       |                                                                                     |                |                                                                                                  | 3/1939-10/1952  |                          |
|     | Pavel Komarov (1898–1983)         |                                                                                       |                                                                                     |                |                                                                                                  | 3/1939-10/1952  |                          |
|     | Ivan Konev (1897–1973)            |                                                                                       |                                                                                     |                |                                                                                                  | 3/1939-10/1952  |                          |
|     | Sergey Kruglov (1907–1977)        |                                                                                       |                                                                                     |                |                                                                                                  | 3/1939-10/1952  |                          |
|     | Pavel Kulakov (1910–1979)         |                                                                                       |                                                                                     |                |                                                                                                  | 3/1939-10/1952  |                          |
|     | Aleksandr Loktionov (1893–1941)   |                                                                                       |                                                                                     |                |                                                                                                  | 3/1939-10/1952  |                          |
|     | Ivan Makarov (1888–1949)          |                                                                                       |                                                                                     |                |                                                                                                  | 3/1939-10/1952  |                          |
|     | Ivan Maslennikov (1900–1954)      |                                                                                       |                                                                                     |                |                                                                                                  | 3/1939-10/1952  |                          |
|     | Kirill Meretskov (1897–1968)      |                                                                                       |                                                                                     |                |                                                                                                  | 3/1939-10/1952  |                          |
|     | Nikolay Nevezhin (1901–)          |                                                                                       |                                                                                     |                |                                                                                                  | 3/1939-10/1952  |                          |
|     | Ivan Nikishov (1894–1956)         |                                                                                       |                                                                                     |                |                                                                                                  | 3/1939-10/1952  |                          |
|     | Dmitry Pavlov (1897–1941)         |                                                                                       |                                                                                     |                |                                                                                                  | 3/1939-10/1952  |                          |
|     | Georgy Paltsev (1906–1964)        |                                                                                       |                                                                                     |                |                                                                                                  | 3/1939-10/1952  |                          |
|     | Nikolai Patolichev (1908–1989)    |                                                                                       |                                                                                     |                |                                                                                                  | 3/1939-10/1952  |                          |
|     | Pyotr Popkov (1903–1950)          |                                                                                       |                                                                                     |                |                                                                                                  | 3/1939-10/1952  |                          |
|     | Georgy Popov (1906–1968)          |                                                                                       |                                                                                     |                |                                                                                                  | 3/1939-10/1952  |                          |
|     | Vasily Pronin (1905–1993)         |                                                                                       |                                                                                     |                |                                                                                                  | 3/1939-10/1952  |                          |
|     | Grigory Rastogin (1902–1971)      |                                                                                       |                                                                                     |                |                                                                                                  | 3/1939-10/1952  |                          |
|     | Georgy Savchenko (1901–1941)      |                                                                                       |                                                                                     |                |                                                                                                  | 3/1939-10/1952  |                          |
|     | Aleksandr Samokhvalov (1902–1956) |                                                                                       |                                                                                     |                |                                                                                                  | 3/1939-10/1952  |                          |
|     | Pyotr Seleznev (1897–1949)        |                                                                                       |                                                                                     |                |                                                                                                  | 3/1939-10/1952  |                          |
|     | Ivan Sergeyev (1897–1942)         |                                                                                       |                                                                                     |                |                                                                                                  | 3/1939-10/1952  |                          |
|     | Zinovie Serdiuk (1903–1982)       |                                                                                       |                                                                                     |                |                                                                                                  | 3/1939-10/1952  |                          |
|     | Yakov Smushkevich (1902–1941)     |                                                                                       |                                                                                     |                |                                                                                                  | 3/1939-10/1952  |                          |
|     | Leonid Sosnin (1895–1973)         |                                                                                       |                                                                                     |                |                                                                                                  | 3/1939-10/1952  |                          |
|     | Maxim Starostin (1902–1948)       |                                                                                       |                                                                                     |                |                                                                                                  | 3/1939-10/1952  |                          |
|     | Vasily Starchenko (1904–1948)     |                                                                                       |                                                                                     |                |                                                                                                  | 3/1939-10/1952  |                          |
|     | Yakov Storozhev (1911–1988)       |                                                                                       |                                                                                     |                |                                                                                                  | 3/1939-10/1952  |                          |
|     | Nikolay Feklenko (1901–1951)      |                                                                                       |                                                                                     |                |                                                                                                  | 3/1939-10/1952  |                          |
|     | Aleksey Frolkov (–)               |                                                                                       |                                                                                     |                |                                                                                                  | 3/1939-10/1952  |                          |
|     | Ivan Khokhlov (1895–1973)         |                                                                                       |                                                                                     |                |                                                                                                  | 3/1939-10/1952  |                          |
|     | Candide Charkviani (1907–1994)    |                                                                                       |                                                                                     |                |                                                                                                  | 3/1939-10/1952  |                          |
|     | Boris Chernousov (1908–1978)      |                                                                                       |                                                                                     |                |                                                                                                  | 3/1939-10/1952  |                          |
|     | Aleksey Chuyanov (1905–1977)      |                                                                                       |                                                                                     |                |                                                                                                  | 3/1939-10/1952  |                          |
|     | Fazyl Shagimardanov (1906–1968)   |                                                                                       |                                                                                     |                |                                                                                                  | 3/1939-10/1952  |                          |
|     | Boris Shaposhnikov (1882–1945)    |                                                                                       |                                                                                     |                |                                                                                                  | 3/1939-10/1952  |                          |
|     | Terenty Shtykov (1907–1964)       |                                                                                       |                                                                                     |                |                                                                                                  | 3/1939-10/1952  |                          |
|     | Viktor Yartsev (1904–1940)        |                                                                                       |                                                                                     |                |                                                                                                  | 3/1939-10/1952  |                          |